# Trilobita
I trilobiti sono artropodi di ambiente marino esclusivi dell'era paleozoica, che costituiscono la classe Trilobita. Questo gruppo è documentato dal Cambriano inferiore avanzato (a partire da circa 521 Ma), fino al tardo Permiano (circa 250 Ma). Il loro nome significa "a tre lobi", dalla loro caratteristica morfologica più evidente, ovvero la partizione longitudinale del corpo in tre lobi: un lobo assiale (mediano) o "rachis", e due pleurali (laterali).
Sono forme generalmente di piccole e medie dimensioni: per la maggior parte da pochi millimetri a una decina di centimetri di lunghezza, eccezionalmente fino 60-70 cm. I trilobiti sono dotati di un esoscheletro con morfologia complessa, in parte di natura organica e in parte composto da carbonato di calcio. Questi organismi, caratterizzati da una spiccata segmentazione metamerica, sono dotati di un capo differenziato (cephalon), in posizione anteriore, con occhi composti (che in qualche caso sono regrediti o assenti); di un torace (thorax) segmentato e articolato, e infine da un elemento posteriore a scudo (pygidium). Sono inoltre dotati di varie paia di appendici articolate (un paio per ogni segmento del corpo, o metamero), in parte con funzione di arti per la deambulazione e in parte di supporto a strutture branchiali.
Fino a oggi sono stati determinati circa 1 500 generi e 10 000 specie di trilobiti vissuti nei 270 milioni di anni circa della vita complessiva di questo gruppo. I trilobiti sono buoni fossili guida e hanno consentito, soprattutto per il Paleozoico Inferiore, la distinzione di varie province paleobiogeografiche. Sono caratterizzati da una evoluzione rapida con variazione vistosa dei caratteri, che fanno di molte specie di questo gruppo degli indicatori biostratigrafici di notevole importanza per la datazione delle rocce sedimentarie paleozoiche. Il loro valore stratigrafico è massimo nel Cambriano e nell'Ordoviciano.

## Anatomia

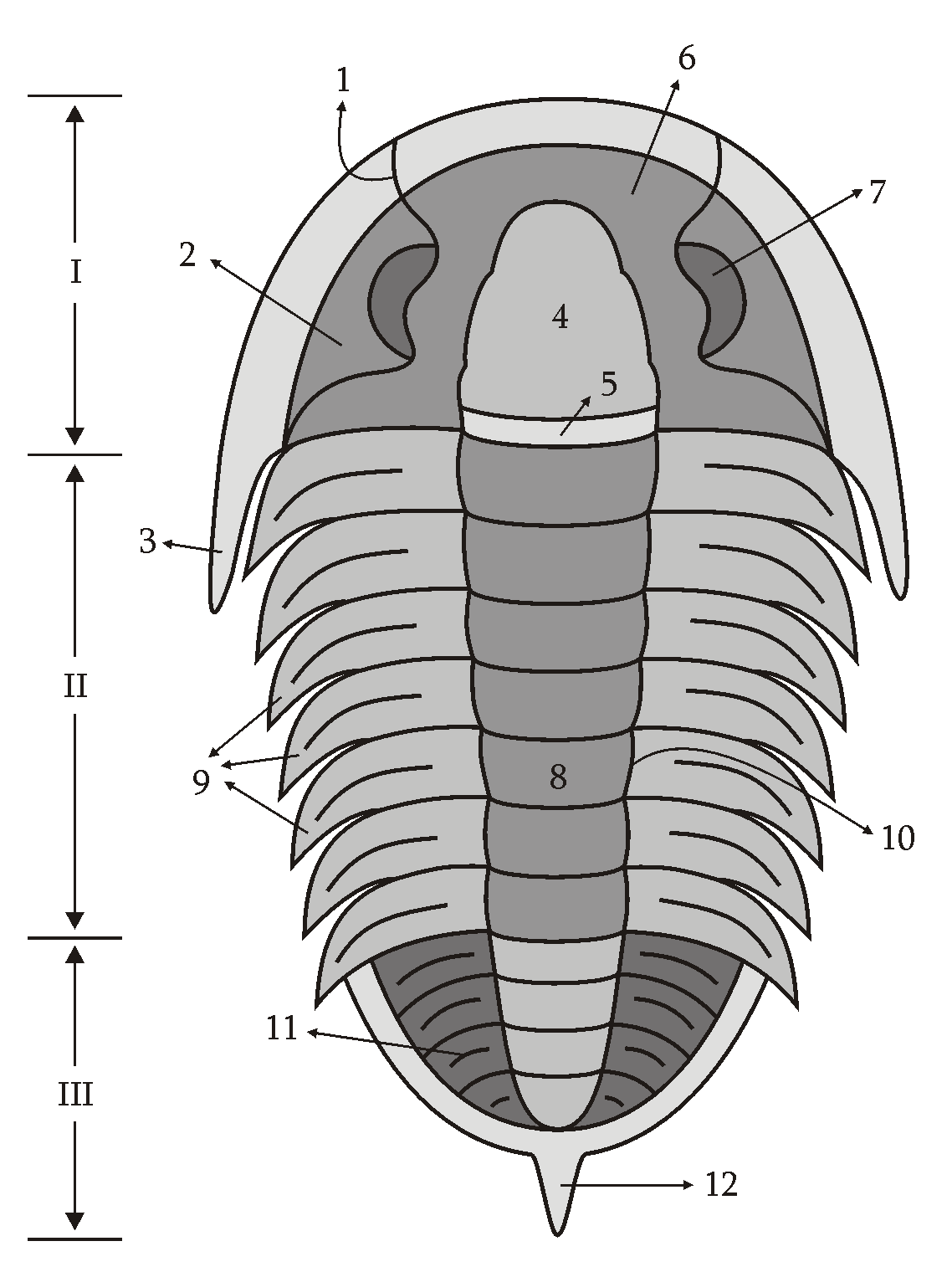
Principali elementi anatomici dell'esoscheletro di un trilobite (lato dorsale): I – Cephalon; II – Thorax; III – Pygidium; 1 – Sutura facciale; 2 – Librigena ("guancia libera"); 3 – Spina genale; 4 – Glabella; 5 – Anello occipitale; 6 – Fixigena ("guancia fissa"); 7 – Occhio; 8 – Lobo assiale; 9 – Pleurae; 10 – Solco dorsale; 11 – Ornamentazione del pygidium; 12 – Spina posteriore.

I trilobiti sono caratterizzati dalla tripartizione tra un segmento anteriore, il cephalon (capo), un segmento mediano, thorax (torace), costituito tipicamente da vari segmenti metamerici (tergiti), e un segmento posteriore, il pygidium, di forma generalmente subtriangolare o ellittica, costituito da alcuni tergiti saldati insieme. Questo tipo di organizzazione è osservabile tanto nell'esoscheletro quanto nei rari casi in cui si rinvengono fossilizzate tracce significative delle parti molli.

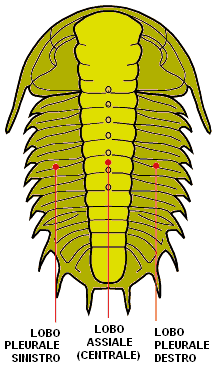
I lobi longitudinali: assiale centrale e i due lobi pleurali simmetrici
Le tre sezioni principali del corpo di un tipico trilobite

### Esoscheletro

#### Composizione e struttura
L'esoscheletro dei trilobiti è costituito da una cuticola composta da una base organica di natura verosimilmente proteica, ma la cui struttura molecolare non è conservata ed è ridotta a una matrice carboniosa amorfa, "rinforzata" da cristalli di carbonato di calcio, sotto forma di calcite a basso tenore di magnesio. Questa cuticola consta di due o tre strati:
- strato interno: più spesso e composto da calcite microcristallina;[N 2] questo strato è a sua volta laminato, con lamine più ravvicinate nella zona interna e in quella esterna, e più spaziate nella zona mediana.
- strato esterno: più sottile e composto da cristalli di maggiori dimensioni, prismatici e allungati con l'asse maggiore perpendicolare alla superficie;
- talora si ha uno strato più esterno composto di fosfato di calcio (apatite).

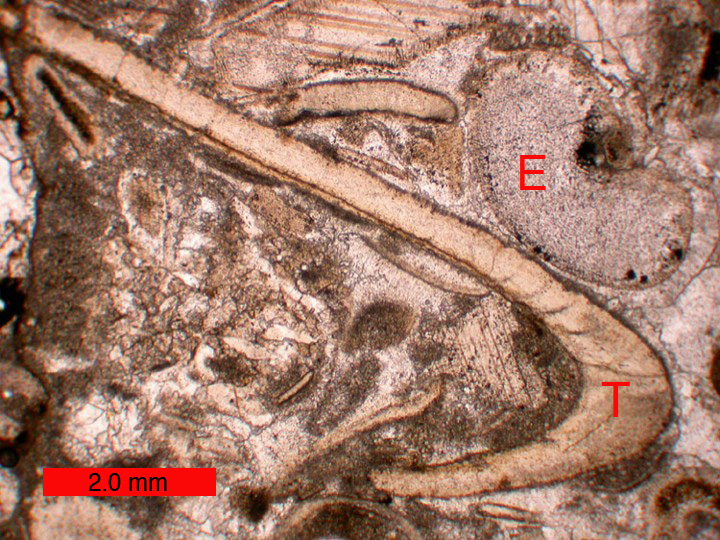
Sezione sottile di un calcare di piattaforma carbonatica dell'Ordoviciano. Sono visibili diversi bioclasti (frammenti di parti mineralizzate di organismi viventi), tra cui piastre di echinodermi (E) e trilobiti (T). Il bioclasto più evidente è un frammento di cephalon di trilobite, con la duplicatura, in cui è ben visibile lo strato interno microcristallino e in parte (verso l'alto della sezione) lo strato esterno prismatico, molto sottile e parzialmente decorticato. La parete dell'esoscheletro è interessata da microfratture, probabilmente conseguenti alla compattazione del sedimento.

Lo strato esterno prismatico ha una buona resistenza a sforzi compressivi ma una limitata resistenza a sforzi di tipo tensionale. Lo strato interno laminato ha al contrario maggiore resistenza agli sforzi tensionali. La combinazione dei due elementi risulta in una struttura che è allo stesso tempo flessibile e resistente.
La cuticola dei trilobiti è attraversata da canali tubolari di varia forma, i "pori-canali", che probabilmente supportavano “peli” (analoghi alle setae di molti artropodi attuali) collegati al sistema nervoso centrale tramite un nervo che decorreva entro il poro stesso. Analogamente agli artropodi attuali, questi organi avrebbero avuto una funzione sensoriale, permettendo all'animale di percepire vibrazioni o variazioni termiche e chimiche nell'acqua. I pori-canali sono più frequenti nei punti di maggiore convessità dell'esoscheletro, soprattutto nella zona ove l'esoscheletro si inflette passando dal lato dorsale al lato ventrale dell'organismo (la "duplicatura"), che era anche l'area maggiormente in contatto con il fondale marino, mentre si diradano nelle aree più appiattite e lontane dai margini. Questo particolare sembra confermare la funzione di organi di senso di queste strutture.

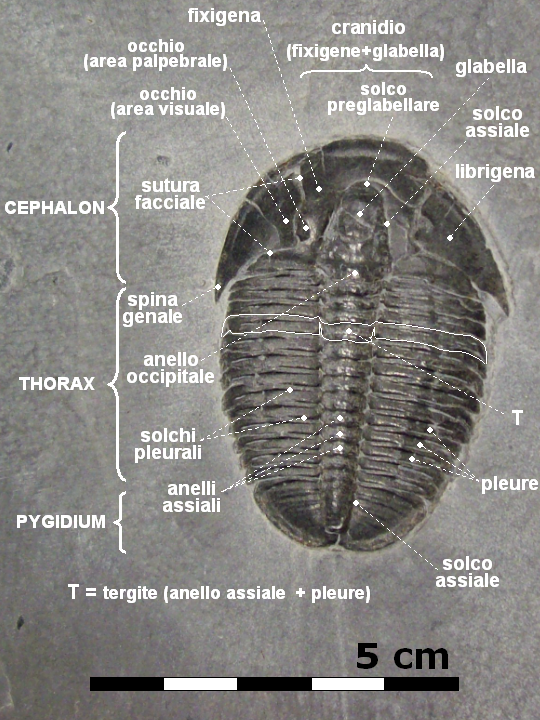
Morfologia dell'esoscheletro di un trilobite. L'esempio è una forma piuttosto primitiva: Elrathia kingi (Cambriano Medio - Ohio, USA). Sono ben visibili sul cephalon le suture facciali, in questo caso tipicamente opistoparie; la glabella è moderatamente sviluppata e preceduta dall'area preglabellare. È una forma micropigia (pygidium ridotto rispetto al cephalon).

Inoltre, sono presenti spesso tubercoli di varia forma e struttura, caratterizzati da una cavità interna, a sua volta connessa alle superfici interna ed esterna dell'esoscheletro da fasci di pori-canali. L'insieme di queste strutture costituiva probabilmente speciali organi di senso, dalle funzioni ancora non chiarite. Talvolta questi elementi tendono a raggrupparsi in settori particolari dell'esoscheletro (soprattutto sul cephalon), e in tal caso sono definiti "pseudotubercoli".
L'esoscheletro dei trilobiti è molto variabile dal punto di vista morfologico, anche se gli elementi fondamentali sono presenti con notevole continuità durante tutta la storia del gruppo. Le variazioni e le tendenze evolutive riguardano soprattutto i dettagli morfologici del cephalon (sviluppo di ornamentazione e spine, riduzione della piastra rostrale) e del pygidium (tendenza all'ingrandimento dello tesso con passaggio da forme micropige e isopige), l'estensione e la conformazione della superficie visuale ("occhi"), il numero e la conformazione dei segmenti del thorax, lo sviluppo della capacità di arrotolamento, la presenza o meno di tutti e tre i segmenti di spine e altri tipi di elementi di ornamentazione.
L'esoscheletro è caratterizzato in generale dalla suddivisione in segmenti (tergiti), composti da un elemento assiale (anello assiale) e da due elementi laterali (pleure) articolati all'anello; si tratta di un'organizzazione a segmenti metamerici. Il cephalon e il pygidium derivano in realtà dalla fusione di diversi tergiti, come si vede in molte forme dalla presenza su questi due elementi di solchi la cui disposizione evidenzia l'originaria ripartizione in anelli assiali e pleure; sul "cephalon" l'originaria segmentazione è visibile soprattutto sulla parte assiale ("glabella") nelle forme primitive e tende a diminuire e a scomparire nelle forme derivate. Nei rari casi in cui sono presenti tracce delle parti molli dell'organismo, si riscontra inoltre la presenza di arti anche nella parte ventrale della regione cefalica (appendici cefaliche) e pigidiali (appendici pigidiali), evidenziando un'organizzazione tipicamente metamerica in cui gli organi sono replicati in ogni segmento.

#### Cephalon

Principali elementi morfologici del cephalon dei trilobiti: 1) area preoculare; 2) area palpebrale; 3) area postoculare; 4) proiezione posterolaterale; 5) anello occipitale; 6) glabella; 7) area posteriore; 8) margine laterale; 9) area librigenale; 10) area preglabellare.

Il cephalon costituisce la parte anteriore dell'esoscheletro: è composto da una grande placca, più o meno rilevata, a forma di scudo, con contorno variabile da semicircolare-semiellittico a poligonale, composta da diversi segmenti fusi tra loro.
Il lato dorsale del cephalon è caratterizzato da un rigonfiamento assiale, la glabella, fiancheggiata ai due lati da aree maggiormente depresse definite "gene" (genae). La glabella è delimitata lateralmente da due solchi assiali, anteriormente dal solco preglabellare e posteriormente da un anello occipitale.

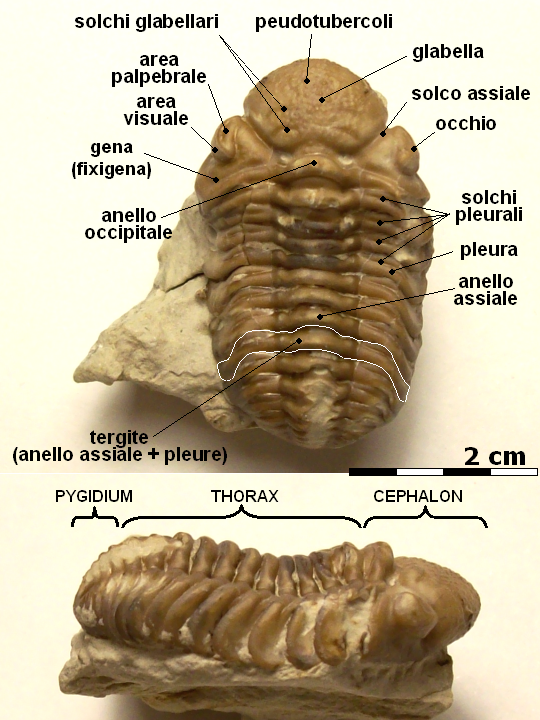
Altro esempio di esoscheletro di un trilobite: in questo caso una forma piuttosto avanzata: Kainops invius (Devoniano Inferiore - Oklahoma, USA). La glabella è estremamente sviluppata e arriva al margine anteriore del cephalon, i solchi assiali hanno decorso divergente; il pygidium è molto ridotto (forma micropigia), ed è nettamente segmentato, con anelli assiali e solchi interpleurali. Gli occhi sono di tipo aggregato (schizocroici). Le suture facciali sono visibili solo nella parte del loro decorso che attraversa la regione oculare (l'esemplare è un modello interno, che manca del tegumento), ma erano in questo caso proparie e molto ridotte, limitate alla regione preoculare.

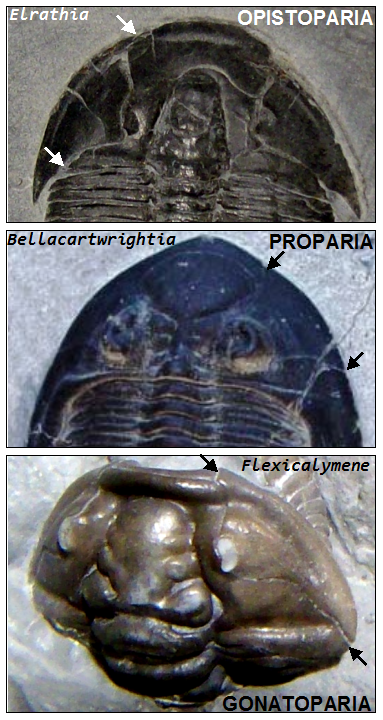
I tre tipi fondamentali di sutura facciale in generi rappresentativi di trilobiti (nomi generici in corsivo). Le terminazioni delle suture ai margini del cephalon sono indicate dalle frecce. Spiegazione nel testo.

Spesso si vedono solchi trasversali (solchi glabellari) che costituiscono la traccia della segmentazione originaria. In alcune forme la glabella termina prima del margine frontale del cephalon, e in tal caso si ha un'area frontale depressa; in altre la glabella è espansa fino al margine frontale.
Le gene sono le regioni comprese tra la glabella e i margini laterali del cephalon, di solito di forma sub-triangolare, che presentano spesso un angolo pronunciato (angolo genale) al passaggio dal margine laterale al margine posteriore del cephalon; in diversi casi, l'angolo genale si prolunga in una spina genale. In alcune forme si sviluppano spine anche in corrispondenza del margine posteriore e di quello laterale e anteriore. Nella maggior parte dei casi, queste due aree sono caratterizzate dalla presenza di suture facciali (strette fessure lineari che attraversano lo spessore dell'esoscheletro). Questi lineamenti corrispondono a zone scarsamente mineralizzate del tegumento, che costituiscono linee di debolezza. Il loro scopo era di facilitare, fendendosi con maggiore facilità, l'uscita dell'organismo dall'exuvia (il vecchio esoscheletro) durante la muta, cui questi organismi erano soggetti durante la crescita come tutti gli artropodi. Le suture facciali dividono le gene in due parti distinte:
- fixigene (fixigenae) o guance fisse: la parte interna alle suture facciali, solidale alla glabella;
- librigene (librigenae) o guance libere: le aree esterne alle suture facciali, di forma semilunata, che sorreggono gli occhi.

L'insieme della glabella e delle fixegene costituisce il cranidio. Le suture facciali sono costituite da due linee speculari che decorrono a partire dal margine anteriore del cephalon fino al limite interno dell'occhio e successivamente possono terminare in tre modi diversi, per i quali si distinguono tre tipi di suture:
- sutura opistoparia, che a partire dall'occhio termina sul margine posteriore del cephalon: è il tipo più frequente, presente fin dal Cambriano; tipica dei Redlichiida più avanzati, di Corynexochida, Lichida, Odontopleurida e della maggior parte degli Ptychopariida;
- sutura gonatoparia, che termina in corrispondenza dell'angolo genale, esclusiva di alcune famiglie dell'ordine Phacopida;
- sutura proparia, che termina sul margine laterale anteriore del cephalon: è tipica delle forme più avanzate (Phacopida).

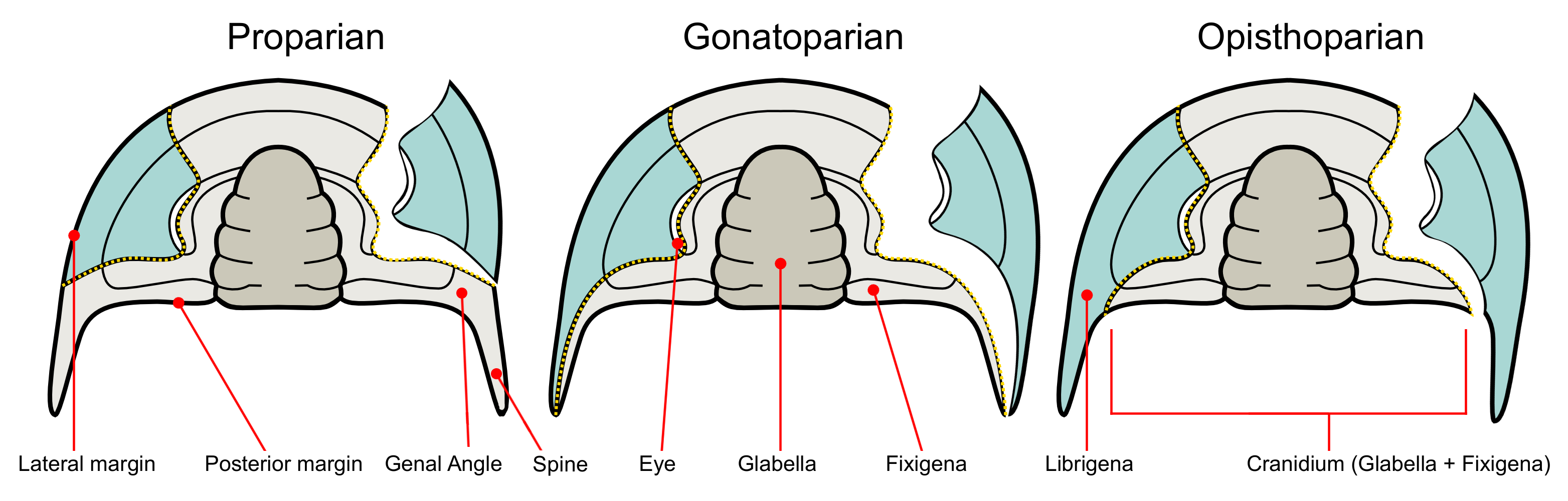
I tre tipi fondamentali di sutura facciale. Da sinistra: proparia, gonatoparia e opistoparia. Sono riportati anche gli elementi principali del cephalon (occhi, glabella, fixigene e librigene, i margini posteriore e laterale, il cranidio).

I più antichi trilobiti documentati, appartenenti al sottordine Olenellina (Fritzaspis, Eofallotaspis, Profallotaspis del Cambriano inferiore sono però privi di suture facciali, che sembrano comparire immediatamente dopo nel record stratigrafico. Inoltre, l'eccezione più importante a livello dell'intero gruppo è costituita dalla maggior parte dei rappresentanti dell'ordine Agnostida, forme peculiari prive di occhi e di librigene (e quindi di suture facciali).
Negli altri ordini riportati sopra, le suture sono comunque presenti nella maggior parte dei casi, ma eccezionalmente possono essere ridotte o assenti. Le suture facciali rivestono una notevole importanza diagnostica a livello tassonomico.

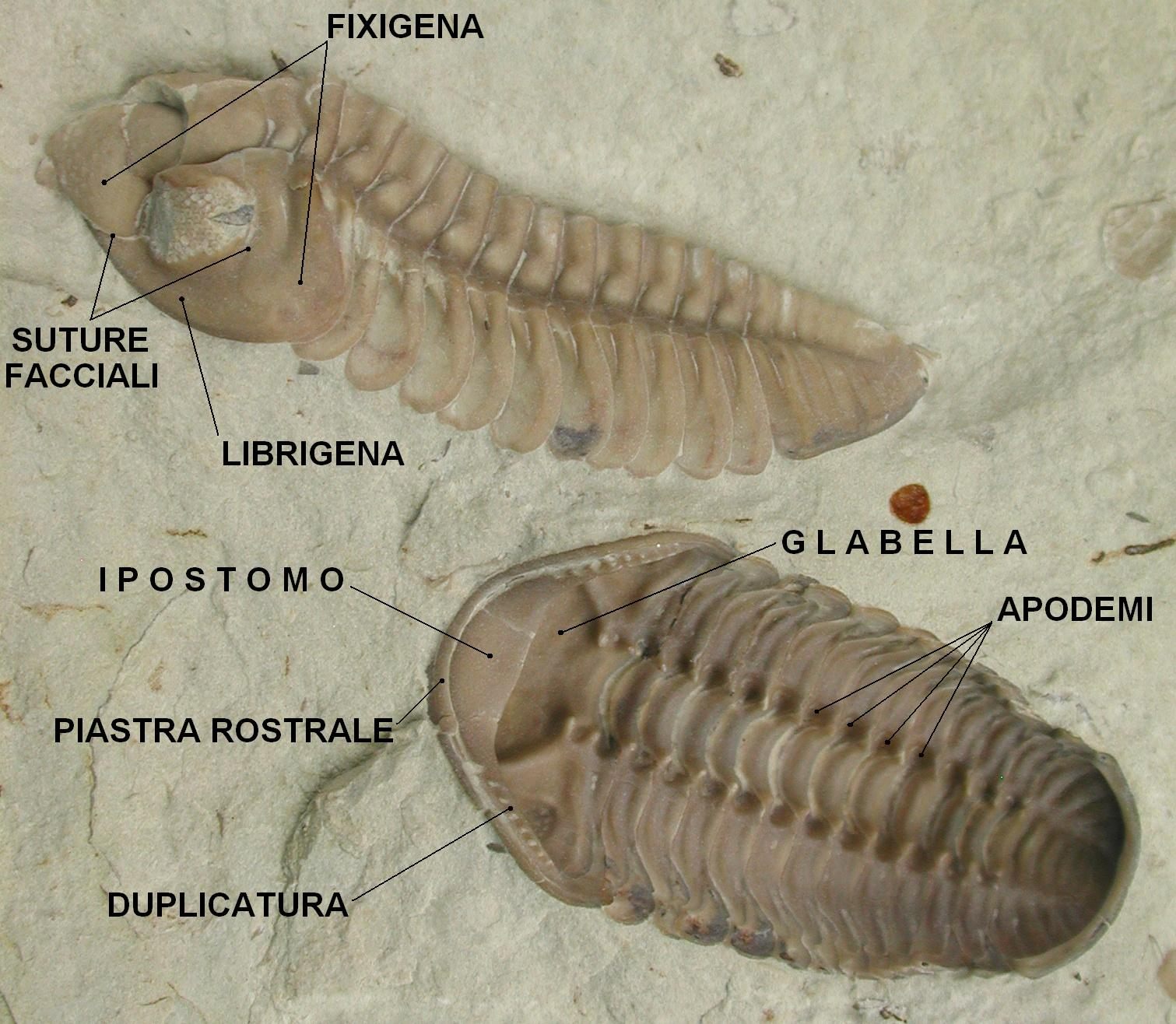
Kainops invius, Oklahoma, USA. Questi esemplari sono fossilizzati in modo tale da mostrare l'esoscheletro lateralmente (esemplare in alto) e sul lato ventrale (esemplare in basso); in quest'ultimo sono visibili alcuni elementi della parte ventrale del cephalon (la duplicatura del tegumento cefalico, la piastra rostrale e l'ipostomo), e del thorax (gli apodemi). Nell'esemplare superiore, in norma laterale, è visibile sul cephalon il decorso della sutura facciale proparia (sotto la regione visuale dell'occhio); l'occhio visibile sullo stesso esemplare è di tipo schizochroale. Sono ben distinguibili anche le faccette articolari delle pleure toraciche, che facilitavano l'arrotolamento dell'animale in posizione difensiva.

L'apparato visivo è costituito da due occhi, di solito separati (anche se eccezionalmente possono confluire in un'unica struttura), spesso costituiti da protuberanze oculari in qualche caso modificate in peduncoli oculari. Gli occhi sono tipicamente di forma semilunata o reniformi, suddivisi longitudinalmente dalla sutura facciale in una zona palpebrale, collegata alla fixigena, e in una zona visuale (costituita dall'effettiva superficie visiva), collegata alla librigena. Possono essere di due tipi:
- composti (olocroici): il tipo più comune, composti da un numero variabile di lenti (da un centinaio a diverse migliaia) esagonali, piano-convesse o biconvesse, ricoperte da una membrana traslucida continua (la cornea);
- aggregati (schizocroici): composti da un numero minore di lenti rispetto al precedente (da poche unità fino ad alcune centinaia), ognuna ricoperta da una propria cornea e separati da una spessa parete (sclerotica); ristretti all'ordine Phacopida.

Passando alla regione ventrale, il tegumento del cephalon si inflette in un lembo più o meno ampio, detto "duplicatura". Sono presenti almeno due elementi (sterniti), variamente sviluppati:
- piastra rostrale: situata in posizione anteriore, costituisce la parte frontale della duplicatura;
- ipostomo: grande piastra ovoidale che sorreggeva un paio di antenne (raramente conservate); la bocca si apriva posteriormente all'ipostomo.

Un terzo sternite (metastoma), situato dietro la bocca, è presente in pochi generi (almeno in forma mineralizzata).
La posizione dell'ipostomo in rapporto alla glabella e al margine anteriore del cephalon ha significato tassonomico; si distinguono in base a questo criterio tre tipi principali:
- ipostomo natante: il margine anteriore dell'ipostomo è allineato con quello della glabella, ma l'ipostomo non è a contatto con la piastra rostrale e con la duplicatura; originariamente, doveva esservi una membrana organica che univa i due elementi;
- ipostomo conterminante: il margine anteriore dell'ipostomo è allineato con il margine anteriore glabellare e in contatto con la piastra rostrale, spesso parzialmente sovrapposto alla duplicatura;
- ipostomo impendente: il margine anteriore dell'ipostomo è a contatto con il margine della duplicatura, ma non vi è allineamento rispetto alla glabella.

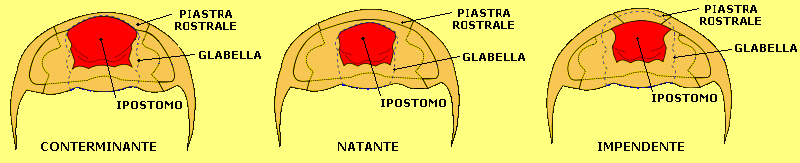
I tre tipi fondamentali di ipostomo (piastra ventrale cefalica) nei trilobiti. Nello schema è riportata la veduta ventrale del cephalon con il contorno della glabella a tratteggio.

La condizione conterminante è stata a lungo ritenuta quella originaria, ma recentemente è stata riconosciuta la presenza dell'ipostomo natante nelle più antiche forme note di trilobiti (appartenenti agli ordini Redlichiida e Ptychopariida).
Spesso sulla parte posteriore dell'ipostomo sono presenti due piccole protuberanze (macule), che sono state interpretate come un paio di occhi semplici ventrali (analogamente a diversi gruppi di artropodi attuali); tuttavia questa interpretazione non ha trovato finora conferma sicura nel materiale fossile, in quanto la struttura fine di questi elementi è nella maggior parte dei casi indistinguibile.

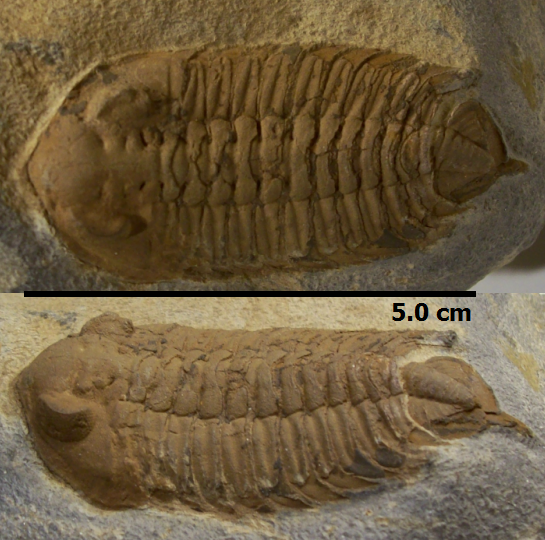
Eodalmanitina destombesi (Ordoviciano di Valongo, Portogallo), modello interno. Questa forma è caratterizzata dalla presenza, oltre alle spine genali, di una vistosa spina caudale. Gli occhi sono molto sviluppati, olocroici. La glabella è dotata di solchi glabellari marcati. Le pleure sono appuntite, caratterizzate da un solco mediano fino al fulcro e poi lisce, decisamente ricurve all'indietro.

#### Thorax
Il thorax è formato dall'insieme dei segmenti interposti tra il cephalon e il pygidium; possono essere da due fino a una sessantina, anche se nella maggior parte delle forme è intorno alla decina-quindicina. I tergiti toracici sono costituiti dall'anello assiale e da due pleure laterali.
Gli anelli assiali (rachida) sono articolati tra loro per mezzo di superfici semicircolari (semianelli articolari) collocate nella parte anteriore di ogni anello. Gli anelli sono separati dalle regioni pleurali per mezzo di solchi assiali.
Le pleure sono a loro volta articolate all'anello e sono tipicamente percorse da uno o più solchi pleurali. Le estremità delle pleure possono avere vari tipi di terminazione (arrotondata, troncata, appuntita) e portare una o più spine pleurali, che possono raggiungere in alcune forme una lunghezza anche cospicua rispetto al corpo. La loro funzione è ancora oggetto di dibattito per gli specialisti, e la risposta potrebbe non essere univoca: l'opinione prevalente è che queste spine avessero una funzione in parte difensiva o dissuasoria nei confronti dei predatori e in parte una funzione stabilizzatrice, soprattutto su fondali fangosi poco consolidati, impedendo al corpo di affondare nel sedimento.
Le pleure, nella loro parte prossimale (più vicina all'anello assiale) hanno margini paralleli cui si accostano, incernierandosi, i margini delle pleure adiacenti; le parti distali (le estremità più lontane all'anello assiale) sono invece libere, e non si toccano. Il punto limite tra la parte incernierata e la parte libera delle pleure si dice "fulcro", e spesso in corrispondenza di questo il decorso e la curvatura delle pleure possono variare notevolmente, e talora presentare una torsione marcata; questa conformazione è presente nelle forme più evolute: si tratta di un adattamento che dava all'animale la possibilità di arrotolarsi sul lato ventrale fino a divenire (in alcune forme) una palla quasi perfetta, consentendo alle estremità libere delle pleure di scorrere le une sulle altre senza bloccarsi a vicenda. Talora (come ad esempio nei generi Kainops e Phacops, le estremità delle pleure erano caratterizzate da superfici lisce, variamente ricurve (le faccette articolari) che facilitavano lo scorrimento e la giustapposizione di questi elementi durante l'arrotolamento.
Sul lato ventrale, sono presenti ai lati degli anelli assiali dei processi bulbosi (apodemi), che servivano come supporto ai principali muscoli che controllavano gli arti e ai muscoli flessori che permettevano il ripiegamento sul ventre dell'esoscheletro.

Vari esempi di tipi differenti di tergiti (segmenti toracici) appartenenti a diverse specie di trilobiti.

#### Pygidium
Il pygidium è la piastra posteriore, di forma varia, da semicircolare a semiellittica a poligonale, composta da diversi tergiti saldati tra loro, caratterizzata da una regione assiale e da due regioni pleurali, separate tra loro da solchi assiali. Talora è ancora visibile la segmentazione originaria (evidente soprattutto nella regione assiale), anche se in molte forme è quasi scomparsa. Nelle forme in cui la segmentazione è visibile, spesso questa particolarità può rendere difficoltosa la distinzione tra thorax e pygidium (soprattutto in fossili con preservazione mediocre o scarsa). In molti casi il pygidium è caratterizzato da spine pleurali e talora da una spina mediana impari che conclude posteriormente la regione assiale (spina posteriore o caudale).
A seconda delle dimensioni relative del pygidium rispetto al cephalon, si distinguono:
- forme micropigie, in cui il pygidium è più piccolo del cephalon;
- forme isopigie, in cui il pygidium è all'incirca delle stesse dimensioni del cephalon;
- forme macropigie, in cui il pygidium è di dimensioni superiori rispetto al cephalon.

Le forme più arcaiche (sottordine Olenellina) del Cambriano inferiore hanno un pygidium estremamente ridotto, costituito da uno solo o pochissimi tergiti saldati, e in generale la maggior parte delle forme cambriane sono micropigie (con la significativa eccezione degli Agnostida, isopigi). Tra le forme post-cambriane è ben rappresentata sia la tendenza micropigia che quella isopigia; meno frequenti (prevalentemente appartenenti all'ordine Lichida) le forme macropigie.

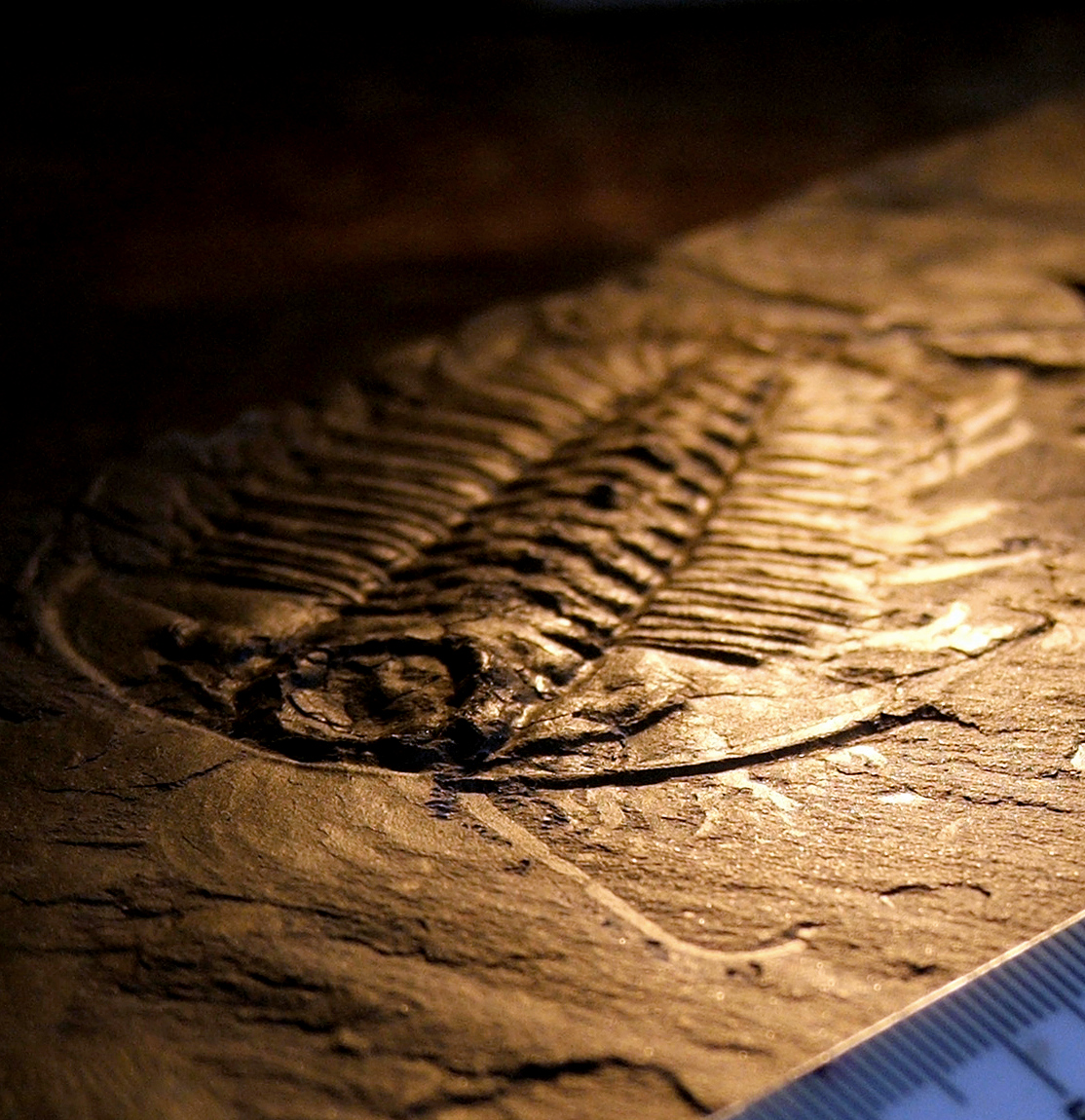
Un trilobite eccezionalmente conservato dalla formazione Burgess Shale, in cui le antenne e le appendici ventrali (le "zampe") sono conservate come pellicole carboniose.

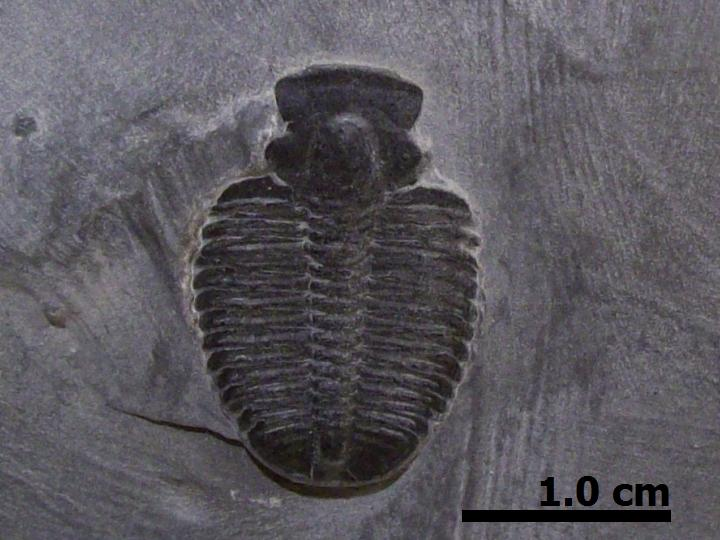
Exuvia di trilobite (Elrathia kingi) il cui cephalon è privo delle librigene (staccatesi durante la muta).

Nel Paleozoico post-cambriano la tendenza a moltiplicare i segmenti fusi entro il pygidium prosegue e tra le forme più tarde questo elemento può essere costituito da un numero di tergiti fino a trenta.

#### Conservazione
Di solito nella maggior parte dei siti fossiliferi a trilobiti sono conservati solamente gli esoscheletri, spesso incompleti o frammentari. Nella maggior parte dei casi, gli esoscheletri rinvenuti sono exuvie derivate dalla muta periodica che caratterizza in generale lo sviluppo degli artropodi, e non propriamente il risultato della fossilizzazione di trilobiti dopo la morte. In genere, i caratteri della tanatocenosi permettono di distinguere facilmente se si tratta di fossili di exuvie o degli organismi originali. Nel primo caso, poiché l'esoscheletro tendeva a fendersi tra il thorax e il cephalon, spesso gli esemplari fossilizzati mancano dell'uno o dell'altro; le suture facciali si fendevano a loro volta per facilitare il processo della muta, separando in tal modo il cranidio dalle librigene, che si rinvengono come elementi isolati.

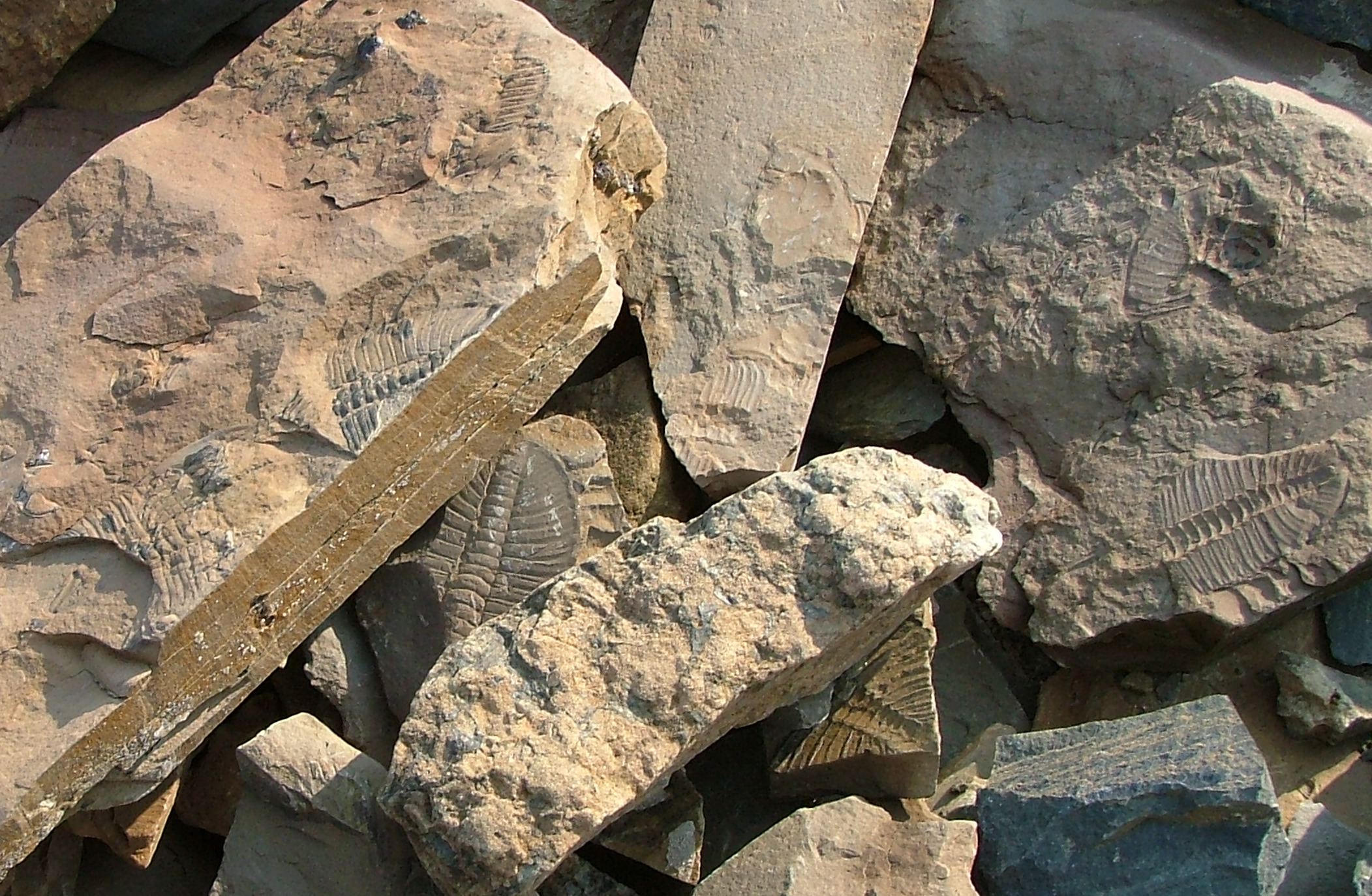
L'aspetto più frequente dei depositi fossiliferi a trilobiti, con esoscheletri parziali e spesso frammentari. In questo caso si tratta con ogni probabilità di un deposito a exuvie.

Inoltre, spesso i resti delle exuvie (di peso molto inferiore a quello degli organismi completi) venivano facilmente presi in carico da onde e correnti di fondo e rideposti selettivamente: ad esempio, alcuni depositi possono essere composti prevalentemente da piastre cefaliche, cranidi, librigene, piuttosto che dagli altri elementi (thorax + pygidium). Nelle associazioni faunistiche dominate da trilobiti, generalmente il numero dei resti di esoscheletri rinvenuti in un certo orizzonte non è considerato direttamente indicativo del numero degli individui, perché molti di questi elementi (exuvie) sono in realtà il risultato di mute successive dello stesso individuo. Molti ricercatori dividono il numero delle exuvie determinate per sei o per otto allo scopo di ottenere una stima più realistica della popolazione in una tipica comunità.
Talvolta, i trilobiti fossili (dei gruppi più evoluti) si rinvengono arrotolati sul lato ventrale o appallottolati in forma sferoidale: è una postura difensiva e, in questo caso, non può evidentemente trattarsi di exuvie. Sono invece fossili di animali sorpresi in queste condizioni dall'evento che ne ha determinato la morte (spesso una piccola frana sottomarina che li ha seppelliti con sedimento fangoso, soffocandoli, o li ha trascinati più in profondità, su un fondale in condizioni euxiniche dove non potevano vivere), oppure si tratta di esemplari sorpresi da un evento anossico che ha determinato un crollo improvviso delle condizioni di ossigenazione degli strati d'acqua prossimi al fondale.

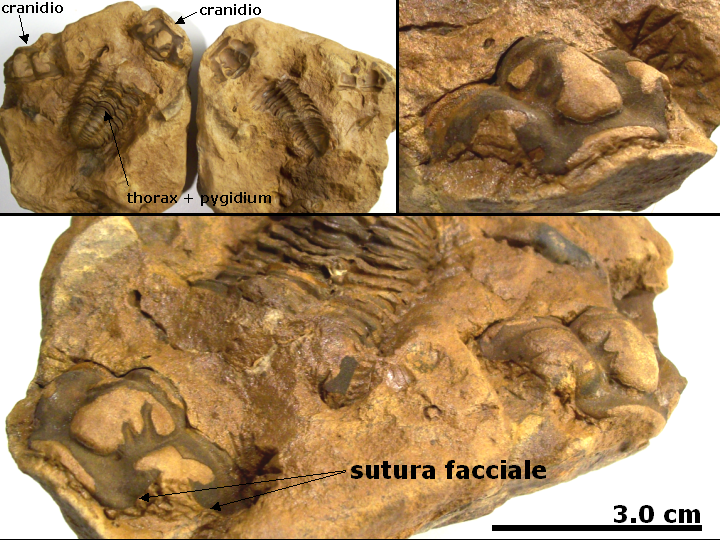
Trilobite calymenide (Colpocoryphe sp. ?), dall'Ordoviciano del Marocco. Due esemplari preservati in un nodulo calcareo (di cui è riportata anche l'impronta). Si tratta di due exuvie: in un esemplare è visibile il cephalon (privo delle librigene) separato dall'insieme thorax + pygidium dopo la muta. Dell'altro esemplare è conservato solo il cranidio e frammenti delle librigene.

#### Danni e anomalie
Sovente sono stati evidenziati sugli esoscheletri dei trilobiti caratteri anomali e danni. Queste anomalie possono essere di tre tipi:
- danni occorsi durante la muta: la muta è un momento particolarmente difficile per l'organismo presso tutti i gruppi di artropodi attuali conosciuti, in cui possono verificarsi con maggiore frequenza eventi traumatici e deformazioni dell'esoscheletro ancora non indurito;[N 4]
- condizioni patologiche dovute a malattie o all'infestazione da parte di parassiti;
- effetti di tipo teratologico dovuti a disfunzioni di natura embriologica o genetica: si tratta per la maggior parte di deformità o di sviluppo asimmetrico di parti dell'esoscheletro.

Oltre a questi tipi di anomalie, sono stati riscontrate probabili tracce di predazione, in forma di cicatrici e danni asimmetrici. Nel Cambriano, la presenza di questi traumi si è riscontrata nella maggior parte dei casi sul lato destro dell'esoscheletro rispetto al lato sinistro (il rapporto è di circa 3/1). Questa caratteristica è stata interpretata come un comportamento selettivo da parte dei predatori (probabilmente anomalocaridi), con preferenza per una direzione di attacco da destra (il che implicherebbe una spiccata “lateralizzazione” del loro sistema nervoso e dei loro organi). È stato però osservato che in realtà si conoscono solamente gli organismi sopravvissuti alla predazione (quelli che hanno potuto fossilizzarsi), quindi si vedono in prevalenza i risultati degli attacchi con esito negativo, mentre quelli con esito positivo corrispondono a esemplari che non hanno potuto fossilizzarsi in quanto sono stati consumati nell'atto della predazione. Questi ultimi potrebbero corrispondere tanto ad attacchi sul lato sinistro quanto ad attacchi sul lato destro (non vi è evidentemente modo di appurarlo): ne consegue che i predatori avrebbero potuto al contrario con la stessa probabilità avere una preferenza per il lato sinistro.

### Parti molli
Solamente in alcuni casi (i giacimenti fossiliferi tipo Lagerstätten), in cui l'assenza di ossigeno nelle acque a contatto con il fondale ha impedito la decomposizione della materia organica, si rinvengono associate all'esoscheletro anche tracce identificabili delle parti molli (principalmente arti, branchie, muscolatura e apparato digerente), e sono conservati particolari di notevole dettaglio di alcuni organi (ad esempio gli occhi).
Una pubblicazione del 2024 descrive alcuni fossili di trilobiti cambriani del genere Gigoutella (famiglia Palaeolenidae) rinvenuti in Marocco che mostrano uno stato di conservazione eccezionale grazie al seppellimento degli animali da parte delle ceneri vulcaniche originate da un flusso piroclastico. Questi esemplari mantengono le appendici articolate e mostrano delicate parti molli soprattutto nell'apparato boccale; sono inoltre fossilizzati tridimensionalmente, cosa molto infrequente, anche nei giacimenti fossiliferi di tipo Lagerstätte.

#### Appendici ventrali

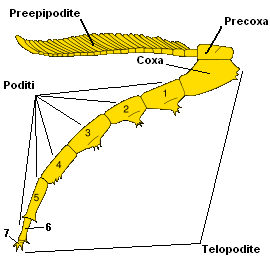
Illustrazione schematica di una tipica appendice ventrale di trilobite. L'organizzazione bifida in preepipodite (che sorregge l'apparato branchiale) e telopodite (l'arto vero e proprio) è unica tra gli artropodi.

Le appendici ventrali sono strutture peculiari dei trilobiti, con un'organizzazione unica tra tutti gli artropodi conosciuti. Sono raramente preservate allo stato fossile, in quanto ricoperte da un tegumento debolmente o non mineralizzato. Sono conosciute da reperti molto frammentari fin dalla fine del XIX secolo, ma sono state descritte integralmente solo nel XX secolo da esemplari provenienti da giacimenti tipo Lagerstätten. Hanno grandemente contribuito alla conoscenza di queste strutture le osservazioni fatte sui generi Olenoides e Kootenia da esemplari fossilizzati nella formazione Burgess Shale (Cambriano medio, Columbia Britannica, USA).
Ogni segmento metamerico porta sul lato ventrale un paio di queste appendici. Le antenne sui due lati dell'ipostomo corrispondono al primo paio: si tratta di appendici semplici, composte da numerosi anelli articolati insieme e dotate di numerosi "peli" (setae), con funzione sensoriale. Seguono le appendici cefaliche, toraciche e pigidiali definite complessivamente "protopoditi". Si tratta di strutture biforcate, composte da un segmento basale (precoxa), che si articola su un apodema. A ogni paio di apodemi corrisponde un paio di appendici. Alla parte distale della precoxa si articolano due elementi:
- un ramo locomotorio (telopodite), corrispondente a un vero e proprio arto; il telopodite consta di un elemento bulboso detto coxa e da sette poditi articolati, caratterizzati dalla presenza di spine in posizione interna. Spesso, la parte interna della coxa sorregge processi spinosi e a lama molto sviluppati (gnatobasi);
- un ramo branchifero[N 7] (preepipodite), più corto e munito di filamenti branchiali, in posizione dorsale rispetto al precedente.

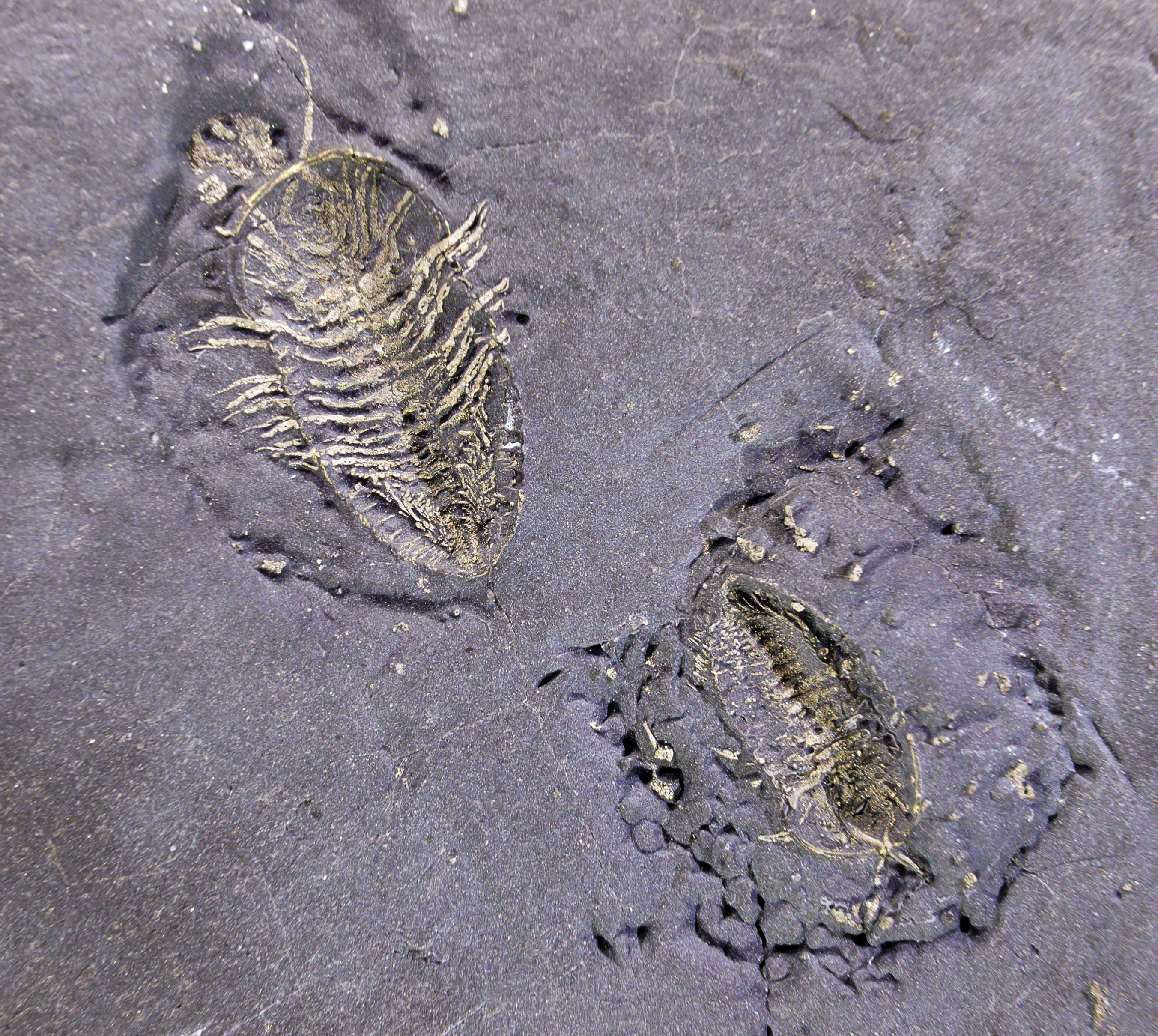
Triarthrus eatoni (HALL), Ordoviciano Superiore, da Sixmile Creek, Rome, Contea di Oneida, New York, USA. Veduta ventrale. Sono parzialmente conservate le appendici: in particolare è ben visibile la differenziazione tra appendici cefaliche e toraciche; sono in parte conservati anche le antenne e i cerci.

L'estremità posteriore è caratterizzata da un altro paio di appendici non-bifide (cerci), equivalenti delle antenne (strutture presenti anche in altri gruppi di artropodi).
In generale, si tratta di strutture piuttosto conservative, in tutte le forme in cui sono conosciute, e di scarso valore sistematico (anche per la rarità dei ritrovamenti).

##### Appendici cefaliche e parti boccali
Sebbene storicamente siano descritte tre paia di appendici cefaliche posteriori alle antenne la scoperta, pubblicata nel 2024, di alcuni individui eccezionalmente preservati mostra quattro paia di appendici cefaliche oltre alle antenne. Gli stessi fossili mostrano la presenza di un labrum carnoso che copre l'apertura orale di cui precedentemente non era nota l'esistenza.

#### Apparato digerente

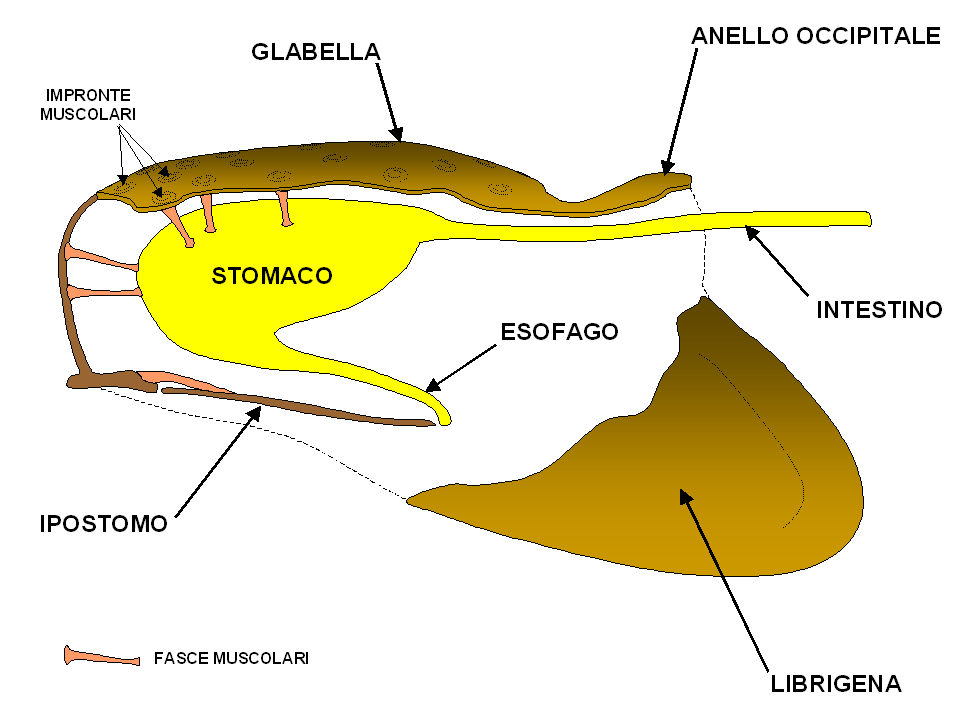
Veduta laterale in sezione del cephalon di un trilobite phacopide, con la possibile disposizione degli organi dell'apparato digerente, supportati da fasce muscolari attaccate alla superficie interna della cuticola. Nello schema, gli strati più esterni della cuticola sono supposti asportati (quindi le impronte muscolari sono visibili).

La natura e la disposizione degli organi digestivi dei trilobiti sono state per lungo tempo ipotetiche. Lo schema più citato nell'ambito della ricerca prevede un breve esofago che iniziava in prossimità del margine posteriore dell'ipostomo e portava a un sacco digestivo ("stomaco") contenuto entro la glabella. Sulla superficie interna di quest'ultima, sono state descritte impronte interpretabili come impronte muscolari, probabilmente connesse al sostenimento e al movimento di questi organi. Un tubo intestinale si dipartiva dallo stomaco e percorreva il corpo in posizione assiale per tutta la sua lunghezza fino al pygidium.
Studi recenti (2024) su trilobiti eccezionalmente conservati anche nelle parti molli compreso l'apparato digerente confermano le ipotesi precedenti circa la conformazione del tubo digerente. Infatti gli esemplari studiati mostrano che dalla bocca si diparte un sottile esofago diretto anteriormente che curva all'altezza della glabella assumendo una forma a "J" per poi dirigersi posteriormente formando un intestino rettilineo che percorre tutto il corpo fino al margine posteriore del pigidio. Nella parte posteriore dell'esofago sono presenti due probabili ghiandole digestive rivolte in avanti.
Nei trilobiti cambriani, caratterizzati da una cuticola piuttosto sottile e con morfologia relativamente appiattita, è comune la presenza sul cephalon (e talora sul resto del corpo) di una sorta di “ornamentazione” in rilievo a rughe, con una complessa disposizione ramificata ("caecae"). Queste sono state interpretate come elementi connessi all'apparato digerente, in grado di distribuire i nutrienti digeriti alle parti periferiche del corpo e definite come "alimentare". In alternativa, queste strutture potrebbero avere una funzione respiratoria. Nella maggior parte dei trilobiti post-cambriani, in cui la cuticola è molto più spessa, tali strutture non sono visibili, anche se non è detto che gli organi interni di cui le caecae erano l'impronta esterna non fossero più presenti (avrebbero potuto essere semplicemente interni alla cuticola e non più parzialmente inglobati in essa).
Tutte queste strutture (impronte muscolari e prosopon alimentare) hanno una certa importanza dal punto di vista filogenetico, anche se sono osservabili in dettaglio solo su esemplari ben conservati.

#### Apparato muscolare
Sono presenti due tipi principali di muscoli, interni all'esoscheletro:
- flessori: un paio di fasce muscolari parallele che decorrevano lungo tutto il corpo, collegando gli apodemi; questi muscoli, contraendosi, diminuivano la distanza tra gli apodemi, portando il corpo a ripiegarsi sul lato ventrale.
- estensori: in base alle impronte muscolari rinvenute, collegavano la superficie (semianello) articolare anteriore di ogni anello assiale toracico all'anello che lo precede; contraendosi, questi muscoli tendevano a riportare il corpo nella posizione estesa normale (erano quindi i muscoli antagonisti dei flessori).

Questi muscoli presiedevano ai movimenti principali dell'esoscheletro sul piano verticale, e ne determinavano la capacità di “arrotolarsi” per difesa. Altri muscoli di dimensioni più ridotte presiedevano verosimilmente ai movimenti delle appendici, utilizzando gli apodemi come supporto.

### Dimensioni
Le forme adulte dei trilobiti hanno dimensioni variabili da 1 mm fino a circa 70 cm, con dimensioni mediamente intorno a 2-10 cm. Il trilobite di dimensioni maggiori conosciuto è Isotelus rex, rinvenuto nel 1998 in Canada, in rocce della regione della Baia di Hudson datate all'Ordoviciano.

## Tassonomia e filogenesi

### Relazioni interne
A dispetto dell'abbondanza di materiale fossile a disposizione dei ricercatori, la tassonomia e soprattutto la filogenesi dei trilobiti a livello delle categorie superiori (ordine e sottordine) è ancora piuttosto incerta e discussa. Allo stato attuale, sono generalmente riconosciuti dieci ordini:
- Agnostida (Cambriano inferiore - Ordoviciano superiore) - Forme molto particolari: isopige; con suture facciali assenti o marginali (proparie), occhi ridotti o assenti, due[N 10] o fino a tre[N 11] segmenti toracici. Capacità di arrotolamento presente[52][60]
- Redlichiida (Cambriano inferiore - medio) - Forme con caratteri primitivi: numerosi segmenti toracici con spine pleurali; thorax spesso suddivisibile in prothorax (più ampio, con pochi segmenti più sviluppati di cui l'ultimo posteriore reca sovente macrospine pleurali, spesso allungate fino al pygidium) e opistothorax (meno ampio e più allungato, con numerosi segmenti; pleure talora prive di fulcro (nelle forme più primitive); spine genali generalmente sviluppate; suture facciali assenti od opistoparie. Lobi oculari attaccati alla glabella, generalmente ben sviluppati e rilevati. Ipostomo conterminante. Generalmente (ma non esclusivamente) micropige[52][61]
- Ptychopariida (Cambriano inferiore - Devoniano medio) - Gruppo parafiletico,  molto composito e piuttosto problematico dal punto di vista classificativo: sutura facciale tipicamente opistoparia (raramente proparia o marginale nelle forme prive di occhi); glabella semplice, tendente a rastremarsi nella parte anteriore, generalmente con almeno tre solchi glabellari, diritti; ipostomo sempre di tipo natante.[62][63]
- Corynexochida (Cambriano inferiore - Devoniano superiore) - Glabella espansa anteriormente o con margini paralleli; sutura facciale opistoparia; occhi grandi, ipostomo conterminante o impendente, talora fuso con la piastra rostrale; spine genali e pigidiali spesso presenti; segmenti toracici poco numerosi (da 5 a 11) spesso spinosi; forme spesso isopige o macropige.[52][64]
- Lichida (Cambriano medio - Devoniano medio) - Forme di dimensioni da medie a eccezionalmente grandi, spesso iso-macropige; spine genali, toraciche e pigidiali spesso presenti e sovente molto sviluppate, sutura facciale opistoparia, glabella ampia, spesso estesa al margine anteriore del cephalon e poco definita; ipostomo conterminante; esoscheletro tubercolato.[65]
- Odontopleurida (Cambriano medio - Devoniano superiore) - Generalmente micropigi, sono caratterizzati da una superficie esterna fortemente spinosa e/o tubercolata e hanno spesso da 8 a 10 segmenti toracici. Glabella con massima ampiezza all'anello occipitale, rastremata anteriormente o con margini paralleli, con due o tre paia di lobi laterali; sutura facciale opistoparia; ipostomo ridotto. Sono strettamente imparentati con i lichidi che alcuni studiosi li considerano appartenenti a quest' ultimo ordine.[63][65]
- Asaphida (Cambriano medio - Siluriano superiore) - Forme generalmente isopige o subisopige; glabella spesso poco distinta, con solchi laterali deboli; sutura facciale opistoparia; ipostomo conterminante o impendente, natante nelle forme primitive.[63]
- Harpetida (Cambriano superiore - Devoniano superiore) - Forme molto caratteristiche: tipicamente micropige; cephalon molto sviluppato rispetto al resto del corpo, a ferro di cavallo, con spine genali massicce e allungate; presenza di una frangia marginale cefalica antero-laterale piatta, perforata, composta da due lamine; suture facciali marginali; occhi ridotti o assenti; esoscheletro spesso tubercolato; ipostomo natante; piastra rostrale assente. Gli Harpetida sono l'ordine di istituzione più recente,[66] separati dagli Ptychopariida per i loro caratteri estremamente peculiari.
- Proetida (Cambriano superiore - Permiano superiore) - Forme da micropige a sub-isopige; glabella ampia, a volta, tipicamente con quattro solchi glabellari; occhi spesso grandi, bulbosi, olocroici; sutura facciale opistoparia; ipostomo allungato, natante nelle forme primitive, conterminante o impendente nelle forme tarde;[67] spine genali tipicamente presenti; spine pleurali talora presenti.[63]
- Phacopida (Ordoviciano inferiore - Devoniano superiore) - Forme generalmente sub-isopige, talora macropige (più raramente micropige); glabella ampia e inflata, spesso estesa fino al margine anteriore cefalico (area pre-glabellare spesso mancante); sutura facciale prevalentemente proparia, secondariamente gonatoparia (raramente opistoparia); occhi spesso ben sviluppati, olocroici o schizocroici; ipostomo conterminante o impendente; si ha la presenza talora di spine, ma prevalentemente si tratta di forme arrotondate. Pforme post-cambriane derivate probabilmente dagli Ptychopariida.[63][68]

Gli Ptychopariida in ogni caso costituiscono ancora un ordine molto composito, con classificazione interna e filogenesi ancora poco chiari, soprattutto per le forme più antiche e primitive (sottordine Olenellina.  Gli Odontopleuroidea (trilobiti caratterizzati da un'accentuata spinosità) sono stati in passato separati in un ordine a sé stante (Odontopleurida), ma sono attualmente considerati in prevalenza un gruppo (superfamiglia) interno ai Lichida, anche se sono ancora talvolta citati come ordine.
Con l'eccezione dei Phacopida (il gruppo che compare più tardi, nell'Ordoviciano, e la cui filogenesi è ancora poco conosciuta), tutti i principali ordini dei trilobiti compaiono prima della fine del Cambriano. Tra questi, i Redlichiida (e più in dettaglio il sottordine Olenellina) sembrano costituire il gruppo origine, da cui già nel Cambriano inferiore si evolvono Corynexochida e Ptychopariida. I Lichida comparirebbero più tardi, nel Cambriano medio, originati da Ptychopariida o Corynexochida. Gli Agnostida (con il sottordine Eodiscina, caratterizzato ancora dalla presenza di occhi nelle forme più primitive e da tre segmenti toracici contro i due soli degli Agnostina), sembrano comparire abbastanza presto nel record stratigrafico, nel tardo Cambriano inferiore (anche se la loro filogenesi è ancora incerta).
Asaphida e Proetida compaiono rispettivamente nel Cambriano medio e superiore, e la loro origine va probabilmente cercata nell'ambito degli Ptychopariida.
In diverse classificazioni risulta inserito entro la classe Trilobita anche un ordine Nectaspida o Naraoiida, entro il quale sono stati riuniti artropodi con esoscheletro non mineralizzato (come ad esempio Naraoia) conosciuti da giacimenti tipo lagerstätten di età da cambriana a siluriana e caratterizzati da un'organizzazione apparentemente simile a quella dei trilobiti in senso stretto. Si tratta di organismi con partizione longitudinale trilobata (più o meno evidente), dotati di un cephalon e di un pygidium (generalmente isopigi o macropigi) e, in alcuni casi, anche di alcuni segmenti toracici. Le appendici ventrali (in qualche caso conosciute) sono biramate, del tutto simili a quelle dei trilobiti. Tuttavia, la mancanza di esoscheletro mineralizzato con evidenze di suture, l'assenza di occhi in posizione dorsale, lo scarso sviluppo della segmentazione e talora anche della cefalizzazione inducono la maggior parte degli studiosi a considerare con molta cautela l'appartenenza di questo gruppo (del resto molto composito) ai trilobiti sensu stricto. Fortey (1997) suggerisce l'inclusione di queste forme tra i trilobiti ma non ne ammette lo status di ordine, trattandoli come trilobiti di ordine incerto.

### Relazioni esterne
Data la loro abbondanza tra i reperti fossili del Cambriano, oltre alla grande varietà che li caratterizzava già a quel tempo, i Trilobiti occupano una posizione basale nella genealogia degli Artropodi, condivisa dalla maggior parte delle analisi anatomiche e cladistiche moderne. Tuttavia l'impossibilità di analisi genetiche molecolari per gli organismi fossili rende difficile stabilirne la filogenesi, soprattutto per i gruppi prossimi ai Trilobiti ma esclusi da essi, di cui si hanno evidenze anatomiche solo nei casi di seppellimento rapido ed in condizioni anossiche, poiché spesso erano sprovvisti di esoscheletro mineralizzato. I gruppi che presentano maggiori affinità anatomiche in comune con i Trilobiti sono Helmetiida e Nektaspida. Inoltre è stato proposto il raggruppamento dei Trilobitomorfi con Aglaspididi e Marrellomorfi in un clade denominato Lamellipedia, sulla base delle somiglianze tra gli esopoditi e tra gli scudi cefalici di questi gruppi.
|  | †Naraoia  |
|  |           |
|  | †Liwiidae |
|  |           |

|  | †Arthroaspis |
|  |              |
|  | †Trilobita   |
|  |              |

|  | †Naraoia  |
|  |           |
|  | †Liwiidae |
|  |           |

|  | †Arthroaspis |
|  |              |
|  | †Trilobita   |
|  |              |

|  | †Naraoia  |
|  |           |
|  | †Liwiidae |
|  |           |

|  | †Arthroaspis |
|  |              |
|  | †Trilobita   |
|  |              |

|  | †Naraoia  |
|  |           |
|  | †Liwiidae |
|  |           |

|  | †Arthroaspis |
|  |              |
|  | †Trilobita   |
|  |              |

## Ecologia

### Stile di vita

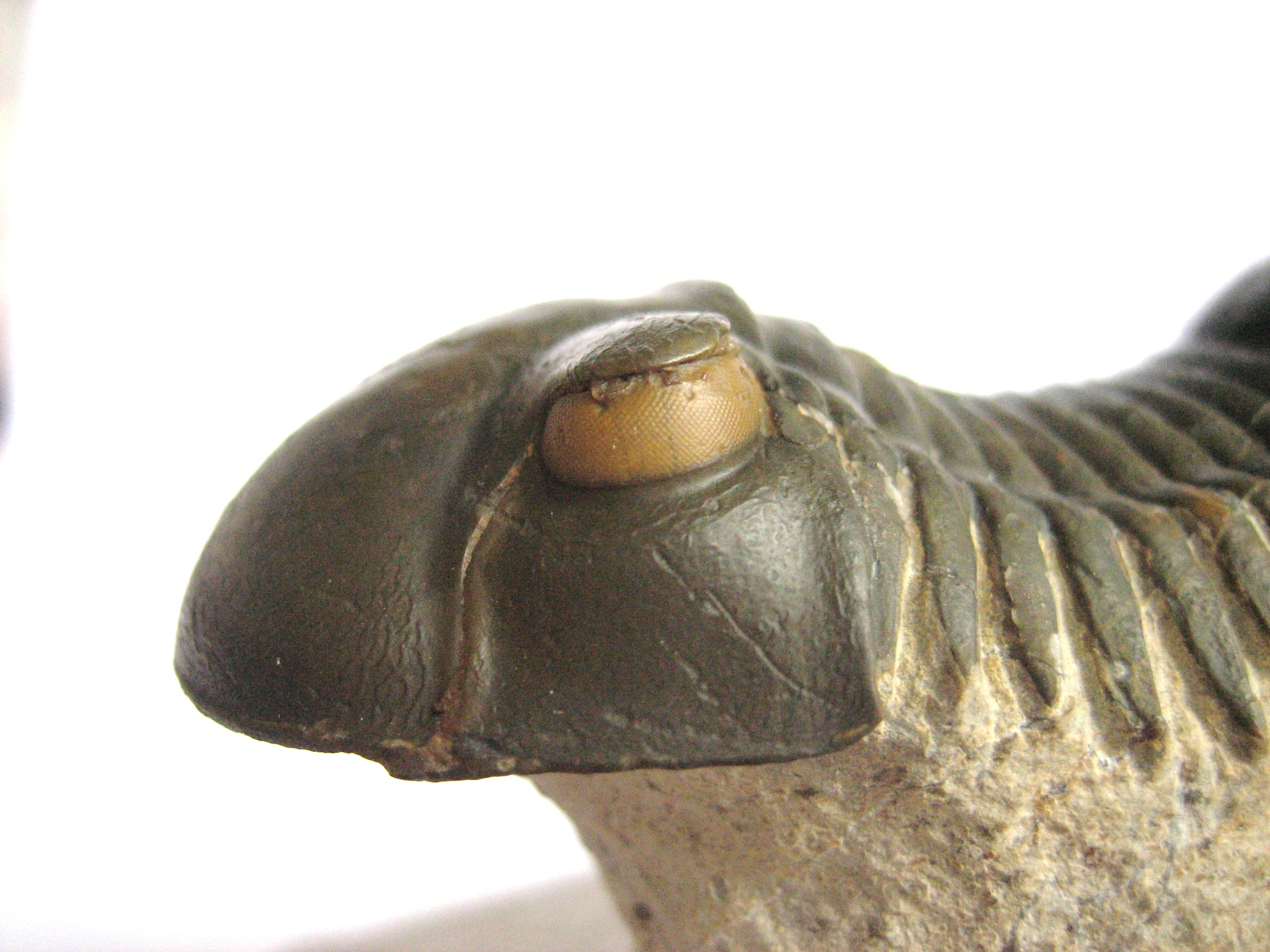
Paralejurus sp., trilobite dotato di occhi di tipo olocroico (occhi composti)

I trilobiti sono in generale buoni indicatori di facies: per la maggior parte vivevano in un intervallo di profondità che va da pochi metri a circa 200 metri, dalla costa fino al limite esterno della piattaforma continentale, e si adattarono nel corso della loro storia evolutiva alla maggior parte degli ambienti marini e transizionali compresi in questo contesto, dalle piane di marea costiere alle piattaforme carbonatiche, ai fondali marini sia sabbiosi che fangosi, anche di ambiente euxinico (caratterizzato da scarsa ossigenazione). Come provano i loro caratteri fondamentali (corpo appiattito, occhi situati in posizione dorsale, forma e struttura degli arti) e la presenza di tracce fossili sicuramente attribuibili a trilobiti, sono per la maggior parte forme bentoniche vagili, che camminavano sul fondale marino e in vari casi ne scavavano il sedimento per la ricerca del cibo o per cercarvi rifugio dai predatori, anche se diversi elementi (particolarità morfologiche e anatomiche, disposizione di alcune tracce fossili, comparazioni con analoghi attuali) fanno ritenere che almeno alcune forme potessero nuotare attivamente nella colonna d'acqua.

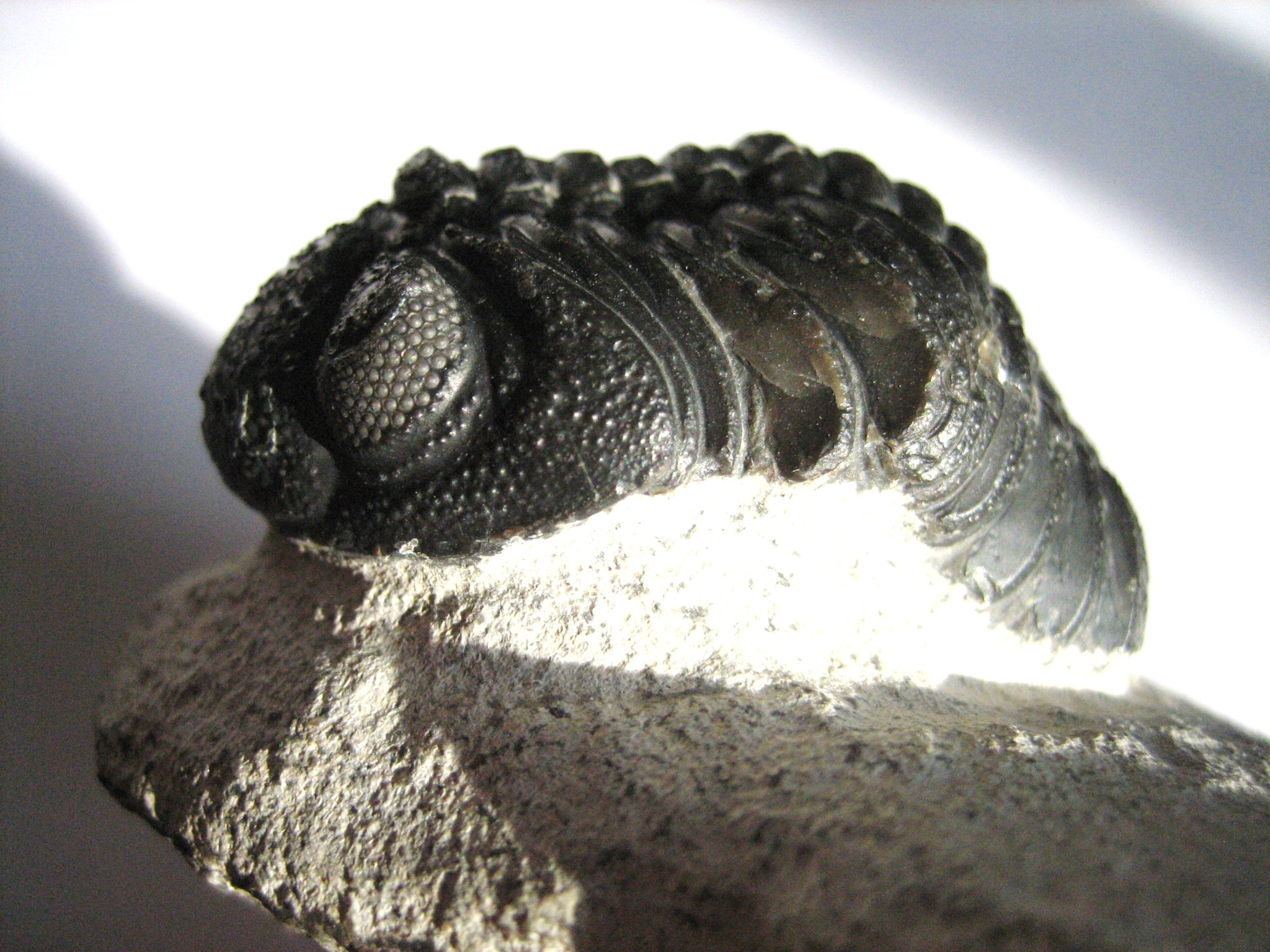
Barrandeops sp., trilobite phacopide dotato di occhi di tipo schizocroico (occhi aggregati con cornea e sclera individuali).

L'ecologia di queste forme è in gran parte speculativa, trattandosi di organismi completamente estinti. Tuttavia, molto è possibile dedurre dalla loro stessa morfologia, per comparazione con lo stile di vita di organismi attuali.
Elementi particolarmente significativi sono:

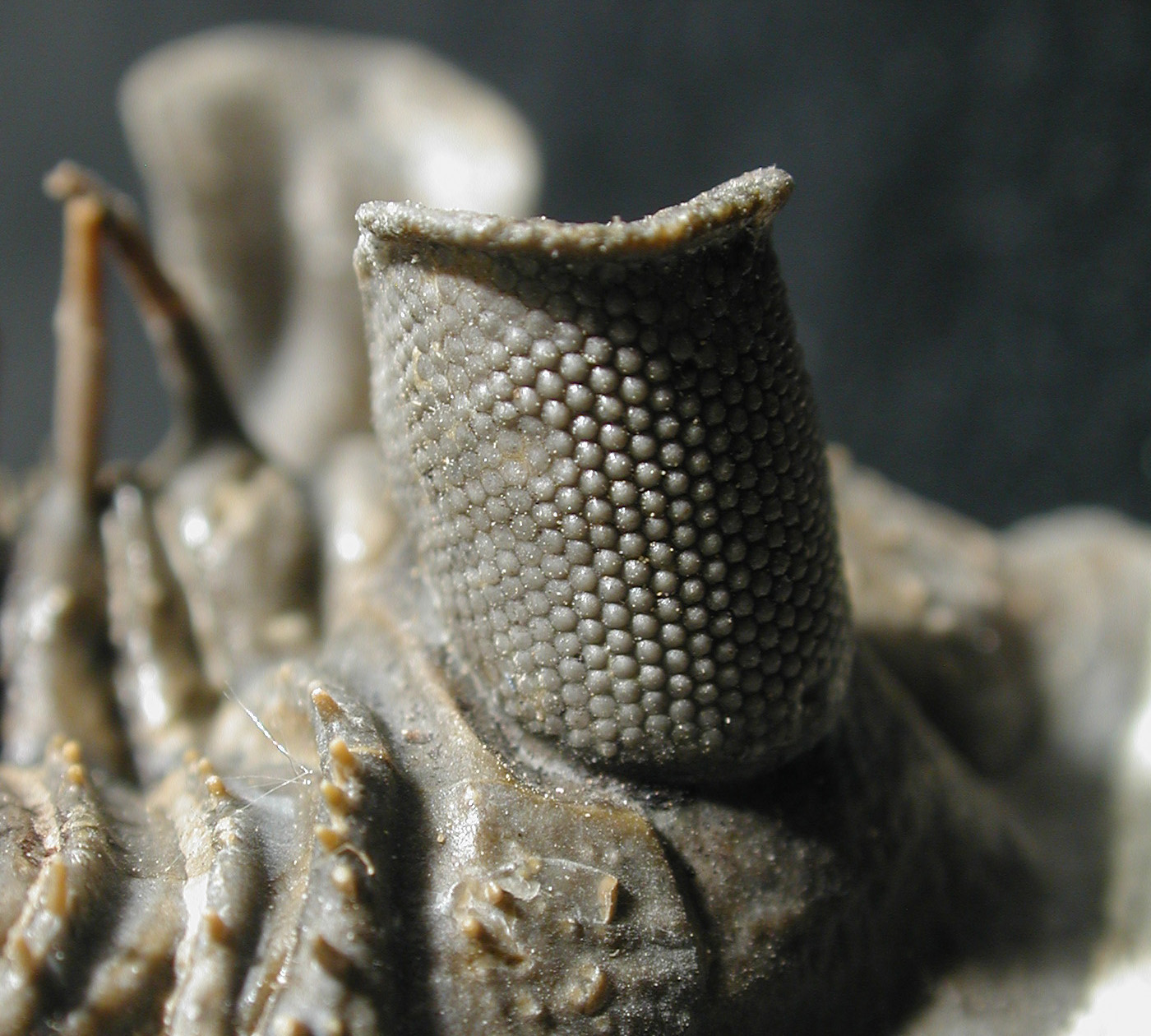
Particolare di un occhio di Erbenochile erbeni, un trilobite (ord. Phacopida) con occhi molto sviluppati e rilevati, con zona palpebrale di forma colonnare. Devoniano del Marocco.

- Occhi: la presenza di strutture visive così complesse ed evolute implica che la maggior parte dei trilobiti vivesse entro la zona fotica, che si situa entro i primi 100-200 metri di profondità dei mari e degli oceani, e che la loro origine vada cercata comunque in quest'ambito, dal momento che i primi fossili di trilobiti e la maggior parte dei successivi si rinvengono in sedimenti di piattaforma continentale (shelf). Le forme con occhi regrediti o cieche (l'esempio più evidente sono gli Agnostida) lo sono per adattamento secondario a condizioni di vita che non ne richiedevano l'uso (stile di vita da endobionti,[N 12] oppure da epibionti[N 13] al di sotto della zona fotica).[85] Il frequente, notevole sviluppo degli occhi implica anche che molte forme (se non la maggior parte) fossero diurne. La posizione sempre dorsale degli occhi (quando presenti), indica uno stile di vita generale di tipo bentonico, in quanto questo tipo di organizzazione consentiva a questi organismi un buon controllo dell'ambiente circostante e soprastante il loro corpo appiattito, da dove potevano venire principalmente gli attacchi dei predatori, mentre altri tipi di organi, come le setae sporgenti dai pori-canali e le macule,[N 14] presiedevano al controllo dell'ambiente sottostante. L'analisi al microscopio digitale di un antico trilobite ha recentemente evidenziato come la struttura degli occhi dei trilobiti fosse molto simile a quella dei moderni crostacei e insetti, fornendo inoltre nuove informazioni sull'ambiente in cui vivevano.[86]
- Arti: l'organizzazione di tipo metamerico, con un paio di arti per ogni segmento, qualifica i trilobiti come ovvi organismi vagili. In tutti gli artropodi dotati di arti numerosi (ad esempio, i millepiedi o gli onischi), gli arti su ogni lato del corpo si muovono in avanti in maniera sequenziale, per gruppi, secondo un ritmo metacronale (non-sincronico) che dà al loro movimento l'apparenza di un'onda che si propaga lungo tutto il corpo, dall'estremità posteriore all'estremità anteriore.[87] Le tracce fossili attribuibili a trilobiti sono interpretabili secondo questo schema di movimento.[88][89] Non esistono invece nella documentazione fossile evidenze dirette del fatto che i trilobiti potessero nuotare, anche se le strutture membranose delle appendici ventrali (preepipoditi) con morfologia a "pala" in alcuni generi (Ceraurus, Olenoides) sono state interpretate da alcuni[90] come strutture atte al nuoto attivo.[91] Le ricostruzioni di trilobiti natanti presenti diffusamente in letteratura, sono frutto di ipotesi fondate soprattutto sulla morfologia dell'esoscheletro, sulla tanatocenosi, sulla facies sedimentaria in cui il taxon in questione è stato rinvenuto e sulla sua diffusione.[92]

### Locomozione

#### Deambulazione e scavo

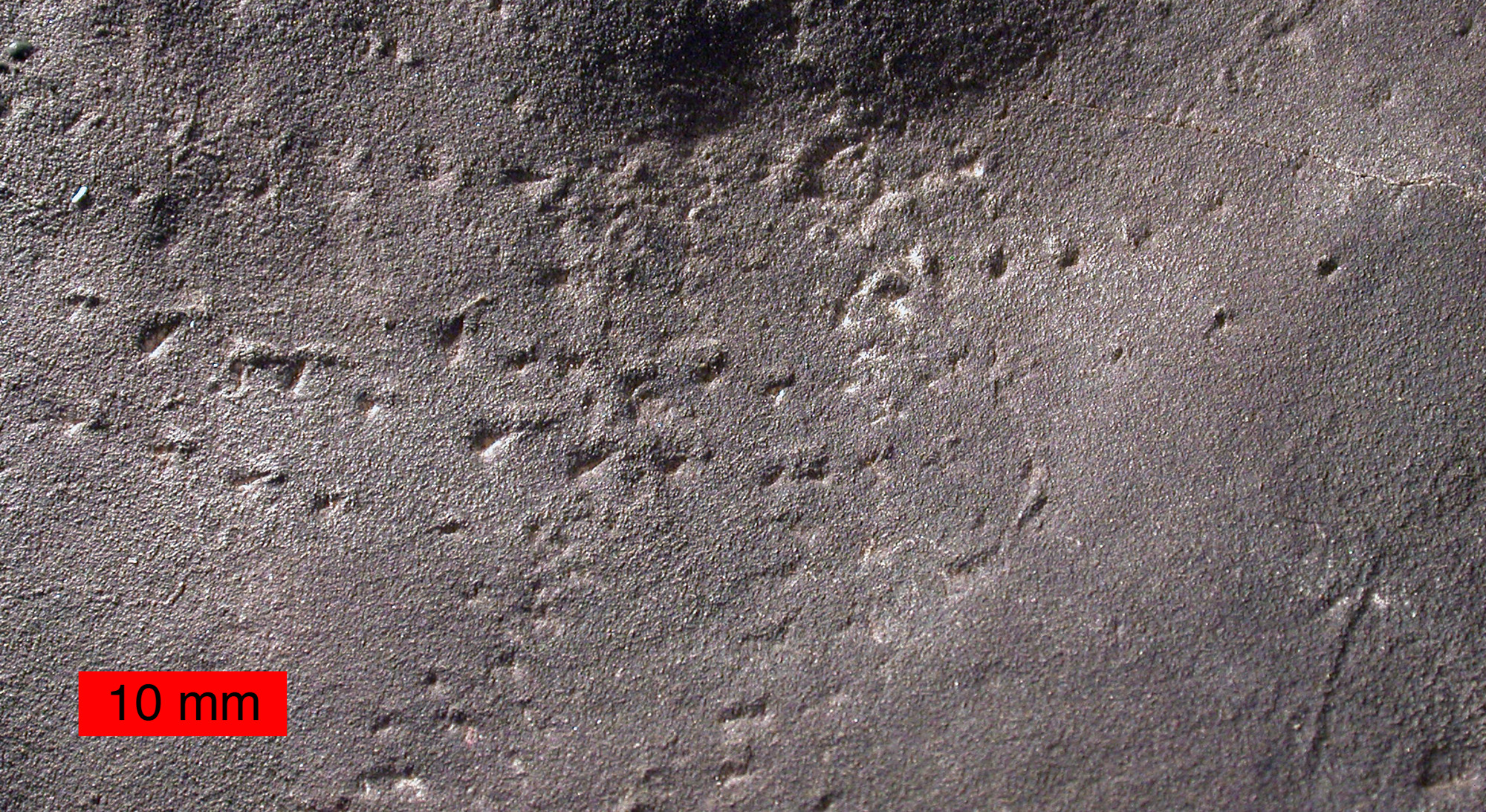
Petalichnus, traccia fossile di trilobite. Devoniano dell'Ohio, USA.

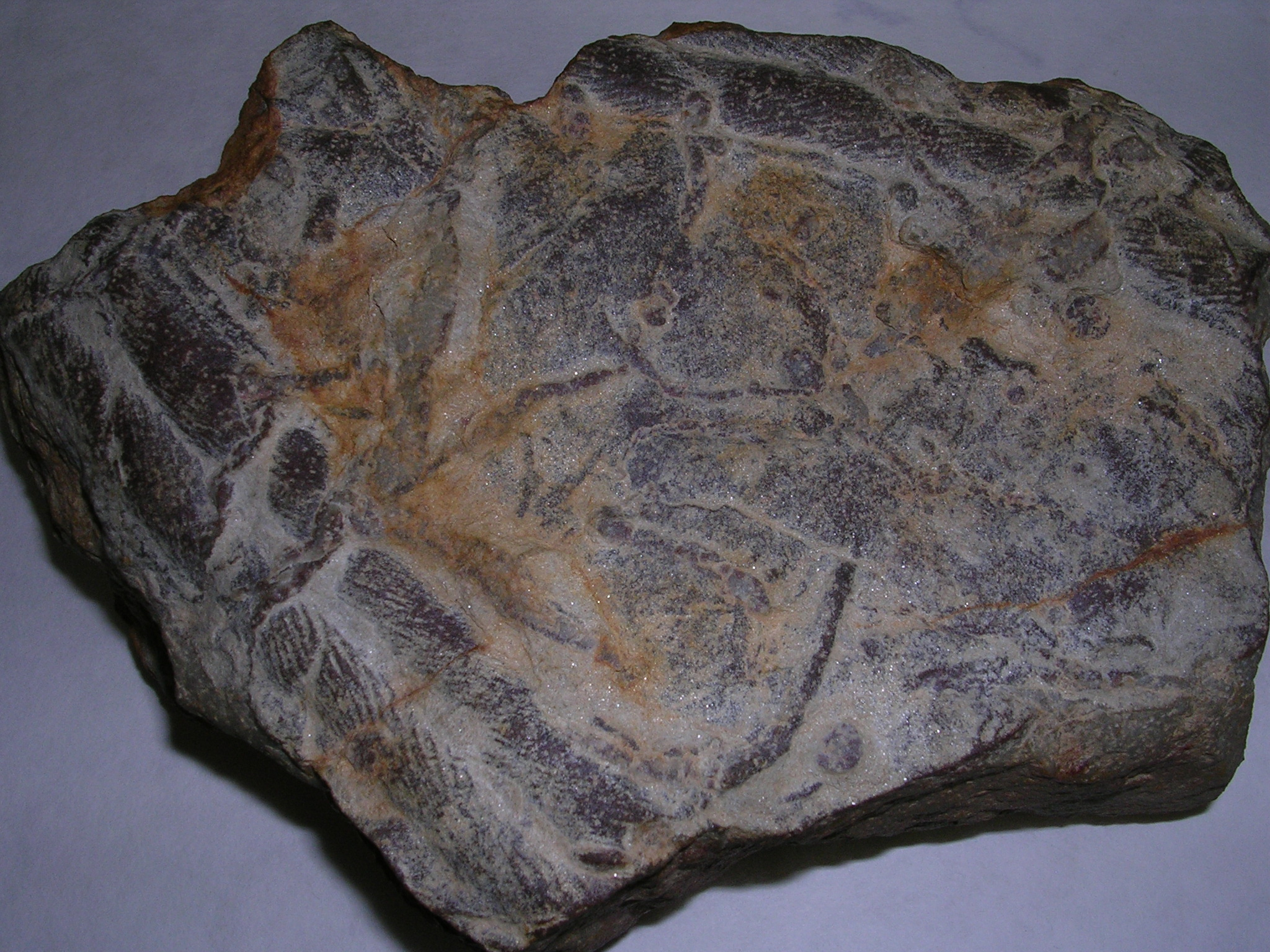
Cruziana, traccia fossile probabilmente prodotta da trilobiti che scavavano lo strato superficiale di sedimento per nutrirsi. Ordoviciano superiore, Spagna. L'esemplare è in realtà il calco della traccia vera e propria, conservato sull'interfaccia inferiore di uno strato arenaceo che ricopriva il sedimento argilloso su cui la traccia è stata scavata dall'animale (i due lobi sono convessi verso il basso, quindi le tracce sono rovesciate rispetto alla posizione reale).

Vi sono vari tipi di tracce fossili riferite dai ricercatori alle attività di locomozione, escavazione e stazionamento sul fondale dei trilobiti. Il collegamento con i trilobiti è dato il più delle volte dal fatto che le tracce sono state rinvenute in formazioni geologiche contenenti fossili di questi organismi; inoltre queste strutture sono in genere delle dimensioni giuste per essere state prodotte dai trilobiti rinvenibili nelle stesse formazioni.

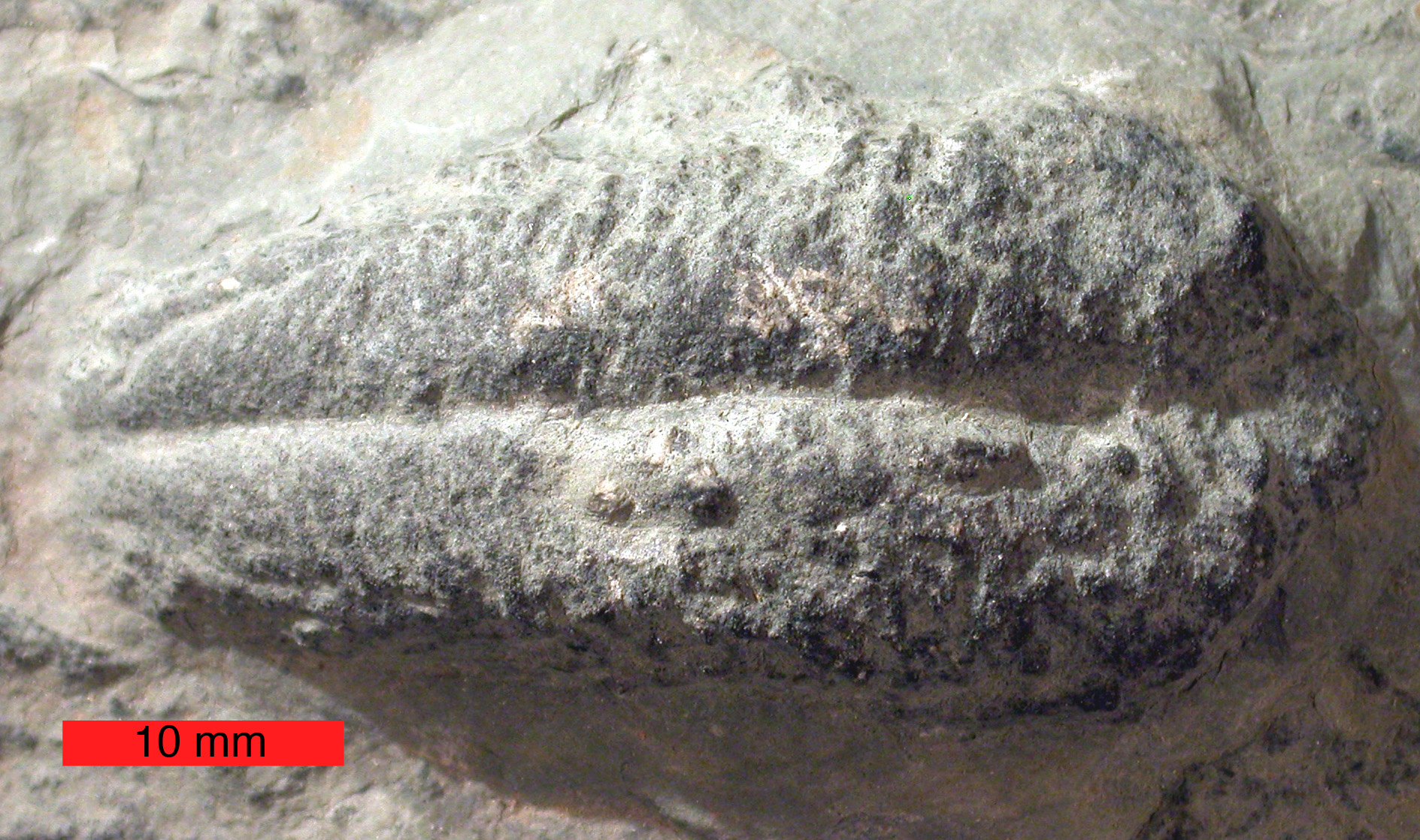
Rusophycus, una traccia di stazionamento sul fondo prodotta da un trilobite, in questo caso liscia (priva di impronte di arti); Ordoviciano dell'Ohio.

Tuttavia, l'associazione diretta fra tracce e trilobiti è rarissima: il più delle volte le tracce si trovano sull'interfaccia tra strati argillosi e livelli sabbiosi che li hanno ricoperti, ad esempio deposti da correnti torbide, permettendo quindi la preservazione delle impronte, mentre gli organismi veri e propri generalmente non sono conservati in questo contesto. I trilobiti fossili invece, di norma, si rinvengono entro i livelli argillosi, che costituivano il loro substrato di vita normale.
Come la maggior parte delle tracce fossili, queste strutture di origine biologica sono classificate secondo la nomenclatura zoologica in generi e specie a sé stanti, poiché è molto raro che possano essere direttamente relazionate agli organismi d'origine. È opportuno rilevare che queste impronte, anche se attribuite a “specie” diverse, non sono necessariamente da riferire a organismi diversi, ma potrebbero essere semplicemente il risultato di attività diverse dello stesso organismo, o anche dello stesso organismo in stadi di sviluppo diversi. Inoltre, anche se in alcuni casi l'associazione tracce-trilobiti è provata e in diversi casi è logica, bisogna considerare che tra i ricercatori l'accordo nel riferire tutte queste tracce a trilobiti non è universale, ma sono stati proposti anche altri gruppi di artropodi che potrebbero esserne all'origine, dal momento che sono segnalate tracce simili a cruziana successivamente al paleozoico (Triassico), attribuite a xifosuri.
Per semplicità, è possibile raggruppare le tracce fossili attribuite a trilobiti in quattro categorie:
- tracce caratterizzate da sequenze di impronte singole puntiformi disposte in doppie serie disposte secondo una V aperta in avanti (Protichnites, Trachomatichnites); queste serie di impronte sono probabilmente derivate dal movimento delle appendici ventrali dei trilobiti secondo un ritmo metacronale: le appendici pigidiali erano le prime a toccare il fondale, e il movimento si propagava in successione alle appendici dei vari segmenti toracici fino a raggiungere il cephalon; le V sono aperte in avanti perché generalmente il corpo dei trilobiti tende ad allargarsi dal pygidium ai primi segmenti toracici anteriori, e il fatto che non vi siano serie di impronte che tendono a convergere in avanti viene ritenuto indicativo del fatto che le appendici cefaliche (più brevi) non venivano utilizzate per la locomozione. Il moto in questo caso era in avanti e parallelo all'asse del corpo.[98]

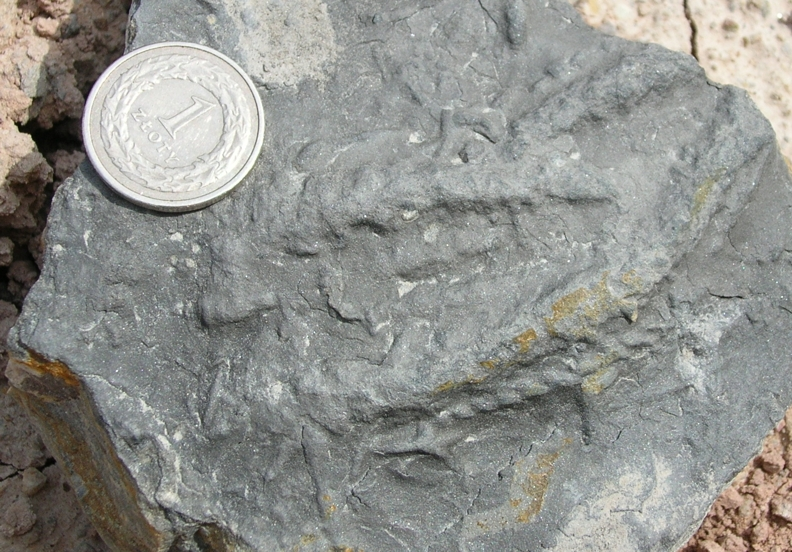
Rusophycus, traccia fossile di trilobite, probabilmente un "nido" temporaneo, con tracce degli arti dell'occupante. Cambriano Superiore, Polonia.

- tracce simili alle precedenti ma in serie oblique meno ben allineate e sovente in interferenza; spesso le singole impronte sono allungate come se gli arti avessero “strisciato” sul fondale (Diplichnites, Dimorphichnites, Petalichnites, Asaphoidichnus): queste tracce sono probabilmente di trilobiti che camminavano trasversalmente (come granchi), o perché questa era la loro progressione abituale, oppure perché sottoposti a una corrente laterale mentre camminavano. Nel caso di Asaphoidichnus, è stato possibile attribuire queste tracce a trilobiti asaphidi (probabilmente del genere Isotelus), con cui sono state rinvenute in associazione (Ordoviciano di Cincinnati, Ohio, USA).[99]
- tracce allungate formate da due lobi paralleli, convessi verso il basso e caratterizzati da fitte striature oblique a “lisca di pesce”, ovvero a V convergenti sulla linea mediana (Cruziana): queste tracce (le più comuni nel Paleozoico inferiore) sono interpretate come tracce di nutrizione di trilobiti che si spostavano in avanti scavando nel contempo il sedimento fine muovendo le appendici ventrali alternativamente verso la linea mediana interna e verso l'esterno; il risultato sono solchi in cui è difficile distinguere le singole impronte degli arti. Le Cruziana presentano spesso variazioni alla struttura di base descritta: hanno talvolta solchi supplementari che potrebbero essere le tracce dei preepipoditi (rami branchiferi delle appendici ventrali) o delle spine pleurali. In qualche caso, quando queste impronte appartengono a una sola specie e sono associate a una sola specie di trilobite, è stato possibile stabilire una connessione chiara, ma si tratta di un caso assolutamente infrequente.[100]

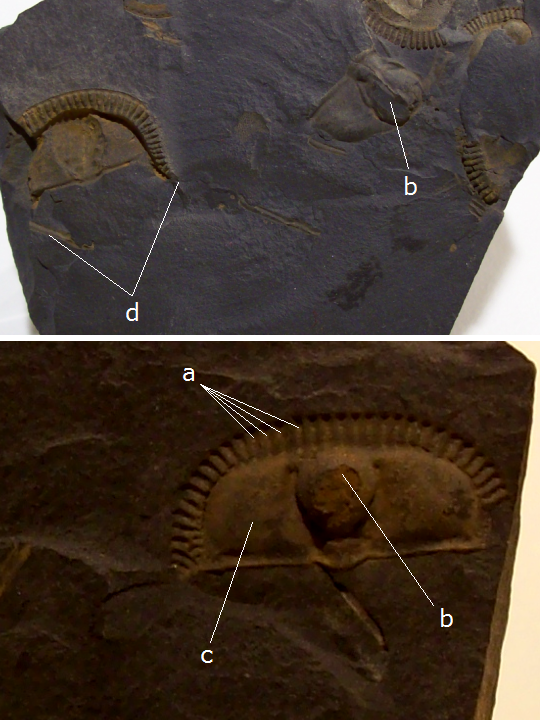
Trinucleus fimbriatus (Ordoviciano del Galles). Frammenti di cephalon: a) fenestrature del margine antero-laterale cefalico; b) glabella; c) gena; d) spine genali (rotte nell'esemplare e spesso non conservate). Forme di questo tipo, generalmente prive di occhi e caratterizzate da un cephalon a ferro di cavallo, molto sviluppato rispetto al corpo con margine cefalico perforato, erano molto probabilmente semi-endobionti di acque profonde. Le fenestrature del margine cefalico sono state interpretate in vario modo: come organi di senso o come elementi di un apparato filtratore.

- tracce bilobate ovoidali, più profonde nella parte centrale (Rusophycus), talora lisce ma più frequentemente segnate da solchi a “lisca di pesce” simili a Cruziana o da impronte nette di arti come nelle altre forme descritte; queste tracce sono interpretate come impronte di trilobiti che hanno stazionato per qualche tempo sul fondale.[101] D'altro canto, sebbene in letteratura i rusophycus siano prevalentemente attribuiti a trilobiti, questo tipo di traccia tuttavia potrebbe essere stato prodotto anche da una varietà di altre forme, inclusi altri artropodi come ad esempio branchiopodi, vermi policheti, gasteropodi.[102]

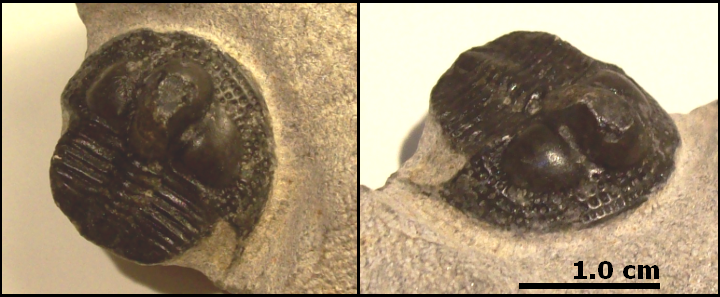
Onnia superba (Ordoviciano Superiore). Tipico trilobite trinucleide. Notare il cephalon molto sviluppato, privo di occhi, con glabella e gene globose, e l'ampia fascia periferica perforata (solo una spina genale è parzialmente conservata). Thorax e pygidium sono decisamente ridotti.

Le più profonde potrebbero essere veri e propri “nidi” che i trilobiti hanno occupato per un tempo abbastanza lungo. Il tipo "liscio" potrebbe essere derivato dall'azione di erosione di una corrente unidirezionale sul sedimento intorno a un trilobite leggermente infossato (posizionatosi intenzionalmente con la fronte alla corrente). Alcune di queste strutture si trovano al termine di piste tipo Cruziana o di altri tipi di tracce; altre invece si rinvengono isolate, e questo potrebbe implicare che si tratta di impronte o nidi temporanei scavati da trilobiti "atterrati" dopo aver nuotato sopra il fondale (e che poi sono nuotati via nello stesso modo).
Tutte queste tracce costituiscono una nota dominante nei sedimenti marini e transizionali del Cambriano e dell'Ordoviciano, e divengono sempre meno frequenti dal Siluriano, riflettendo apparentemente il declino dei trilobiti.

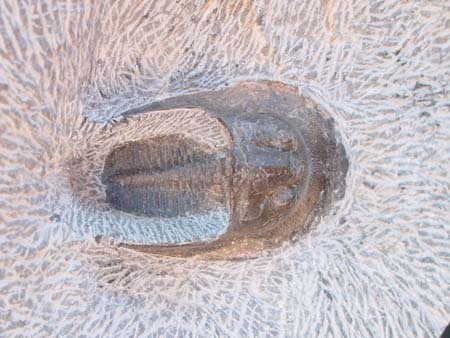
Trilobite harpetide (genere Harpes sensu lato; Ordoviciano del Marocco), dal tipico cephalon massiccio a ferro di cavallo con fascia marginale piatta molto sviluppata. In questo caso gli occhi sono presenti.

Un adattamento peculiare è rappresentato dai trilobiti appartenenti a due gruppi distinti: la famiglia Trinucleidae (ordine Asaphida, Ordoviciano) e l'ordine Harpetida (Ordiviciano-Devoniano), dotati di un cephalon a forma di ferro di cavallo estremamente sviluppato rispetto al resto del corpo, caratterizzato da occhi e suture facciali ridotti o assenti e dalla presenza di una fascia marginale antero-laterale con perforazioni più o meno sviluppate. La riduzione di thorax e pygidium e il cephalon ipersviluppato con lunghe e robuste spine genali (che terminavano spesso posteriormente al pygidium) sembrerebbero indicare una scarsa mobilità: probabilmente si trattava di forme bentoniche di acque profonde al limite o al di sotto della zona fotica, ove vivevano leggermente infossate (semi-endobionti) o appoggiate sul fondale, giacendo sulla parte ventrale del cephalon, mentre le lunghe spine genali fungevano da stabilizzatori per prevenire il ribaltamento dell'animale. Il corpo poteva ripiegarsi come una lamina flessibile sotto il massiccio cephalon, per difesa. Studi condotti su strutture di bioturbazione tipo Rusophycus con impronte del cephalon e delle spine genali, riconducibili con buona probabilità a queste forme, hanno evidenziato una certa isorientazione, elemento che sembra indicare un orientamento preferenziale dell'animale in vita nella direzione di una paleocorrente di fondo. Questo implicherebbe una strategia alimentare di tipo reofilo e quindi uno stile di vita da sospensivoro. Le fenestrature della flangia marginale cefalica sono state variamente interpretate: come ricettacoli di organi di senso sostitutivi degli occhi (forse sensibili alle variazioni delle correnti di fondo), oppure come elementi di un apparato filtratore, o anche come strutture di alleggerimento dell'esoscheletro per animali che vivevano su fondi fangosi. In realtà, strutture così complesse e di un certo successo sul piano evolutivo potrebbero aver avuto più di una funzione.

#### Nuoto

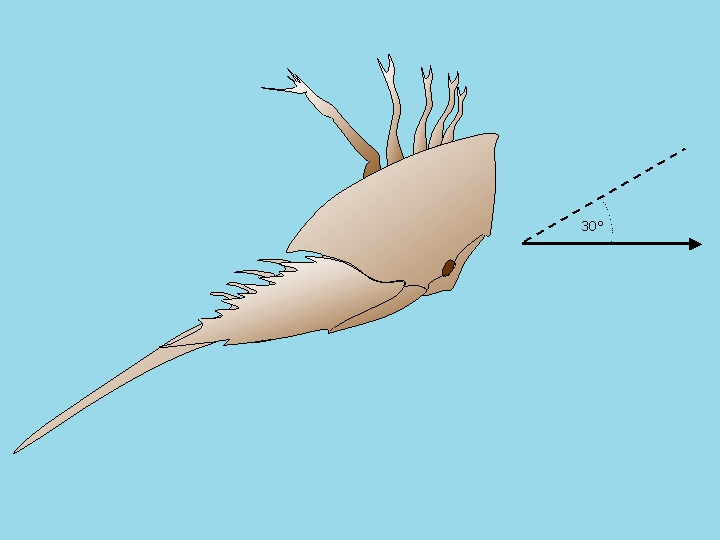
L'analogo vivente più prossimo ai trilobiti è il genere Limulus (Chelicerata, Xiphosura). Questi artropodi nuotano sul dorso, utilizzando le appendici ventrali come propulsori e il prosoma (cefalotorace) a volta e di forma semicircolare, come scafo per sostenere il nuoto. Al venir meno della spinta degli arti, l'animale atterra sul fondale di dorso, e utilizza il telson (ultimo segmento appuntito e allungato dell'esoscheletro, affine alla spina caudale di molti trilobiti) per rivoltarsi sul ventre riprendendo così la posizione normale di deambulazione.

L'analogo attuale più citato per la ricostruzione delle modalità di locomozione e lo stile dei vita dei trilobiti è il limulo americano (e i generi affini asiatici). Questo artropode della sottoclasse Xiphosura è dotato di un esoscheletro il cui prosoma (la parte anteriore), presenta diverse affinità con il cephalon dei trilobiti (in realtà è un cefalotorace): forma semicircolare con estremità posteriori appuntite (simili a spine genali), un lobo assiale rilevato (lobo cardiaco) delimitato da solchi assiali e apparentemente simile a una glabella, occhi composti, duplicatura ventrale. L'analogia non si estende alla parte posteriore del corpo (opistosoma), in cui la segmentazione è meno evidente rispetto ai trilobiti. Le appendici prosomali del limulo (cinque paia di appendici post-orali più i cheliceri del segmento pre-orale) non hanno la stessa organizzazione biramata di quelle dei trilobiti (manca il ramo branchifero), pur avendo in comune una coxa spinosa dotata di gnatobasi. Le appendici opistosomali sono modificate in forma di placche, e sostengono le branchie. È stato osservato che i limulidi attuali, curiosamente, nuotano sul dorso, inclinati di circa 30° rispetto all'orizzontale. L'animale utilizza le appendici opistosomali e l'ultimo paio di appendici prosomali secondo un movimento metacronale che si propaga in avanti, mentre invece le prime quattro paia di arti del segmento post-orale si muovono in fase, estendendosi durante il movimento di spinta all'indietro e ripiegandosi poi in avanti entro la cavità del prosoma. Il prosoma viene sostanzialmente utilizzato come uno “scafo” per sostenere il nuoto, sotto l'azione propulsiva delle appendici. Le appendici dei trilobiti non hanno il livello di differenziazione di quelle degli xifosuri, quindi è ragionevole supporre che nel loro caso il movimento metacronale fosse prevalente.

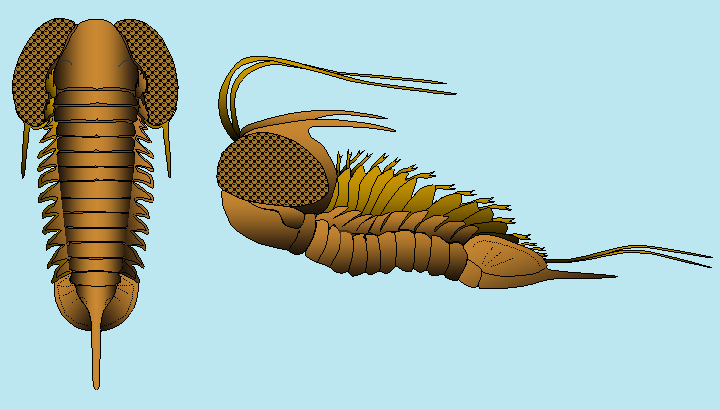
Opipeuterella (Ordoviciano Iinferiore). Questo trilobite, dotato di occhi molto sviluppati e corpo stretto con linea idrodinamica, è indicato come un tipico esempio di modo di vita pelagico. Qui l'animale è ipotizzato nuotare sul dorso, come un limulo.

La forte analogia morfologica tra trilobiti e limulidi ha indotto diversi autori a ipotizzare che anche il nuoto dei trilobiti potesse avvenire sul dorso, con inclinazione variabile a seconda della morfologia (più o meno piatta o rilevata) dell'esoscheletro. Diversi trilobiti il cui stile di vita si suppone pelagico sono stati ricostruiti in questo modo. In particolare, trilobiti dotati di occhi molto sviluppati e corpo stretto e allungato con lobi pleurali poco sviluppati (ad esempio, i componenti la famiglia Telephinidae, ordine Proetida, come Opipeuter e Opipeuterella, quest'ultimo qui raffigurato) sono ritenuti nuotatori veloci e probabili consumatori di plancton. I loro caratteri morfologici sono in accordo con uno stile di vita attivo: i grandi occhi reniformi olocroici garantivano una visione molto più ampia rispetto a forme più "classiche" di trilobiti (sia sotto che sopra il piano del corpo) per l'individuazione del cibo e dei predatori; ancora, la conformazione cilindrica del corpo, con i lobi pleurali stretti, avrebbe reso queste forme molto instabili nella postura di stazionamento e deambulazione sul fondale tipica dei trilobiti più comuni. Inoltre, la diffusione di queste forme appare indipendente dalla facies sedimentaria (a differenza delle forme più comuni, che appaiono strettamente limitate a facies ben precise), evidenza in accordo con un modo di vita pelagico . Il loro probabile stile di vita poteva essere simile a quello degli attuali crostacei anfipodi planctonici del sottordine Hyperiidea (incluse le modalità di nuoto, prevalentemente sul dorso). 
Come sembra indicare il comportamento degli xifosuri attuali, però, il nuoto sarebbe stato in teoria possibile anche per trilobiti con corpo più ampio e appiattito e occhi dorsali, che sono considerati possibili nuotatori lenti o saltuari.

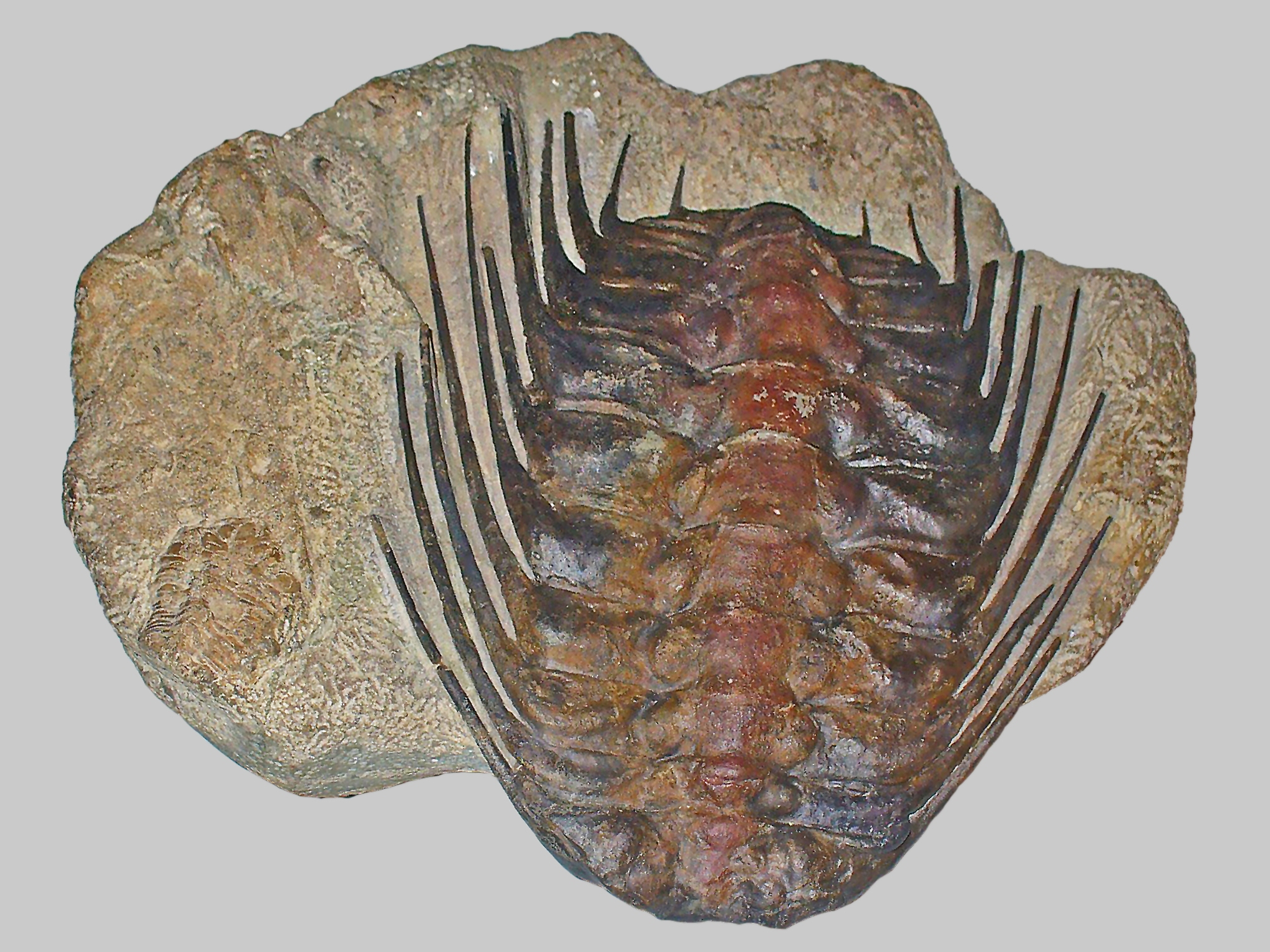
Selenopeltis (Ordoviciano, Marocco). Dotato di lunghe spine pleurali cave, questo genere è un possibile esempio di trilobite pelagico, buon nuotatore.

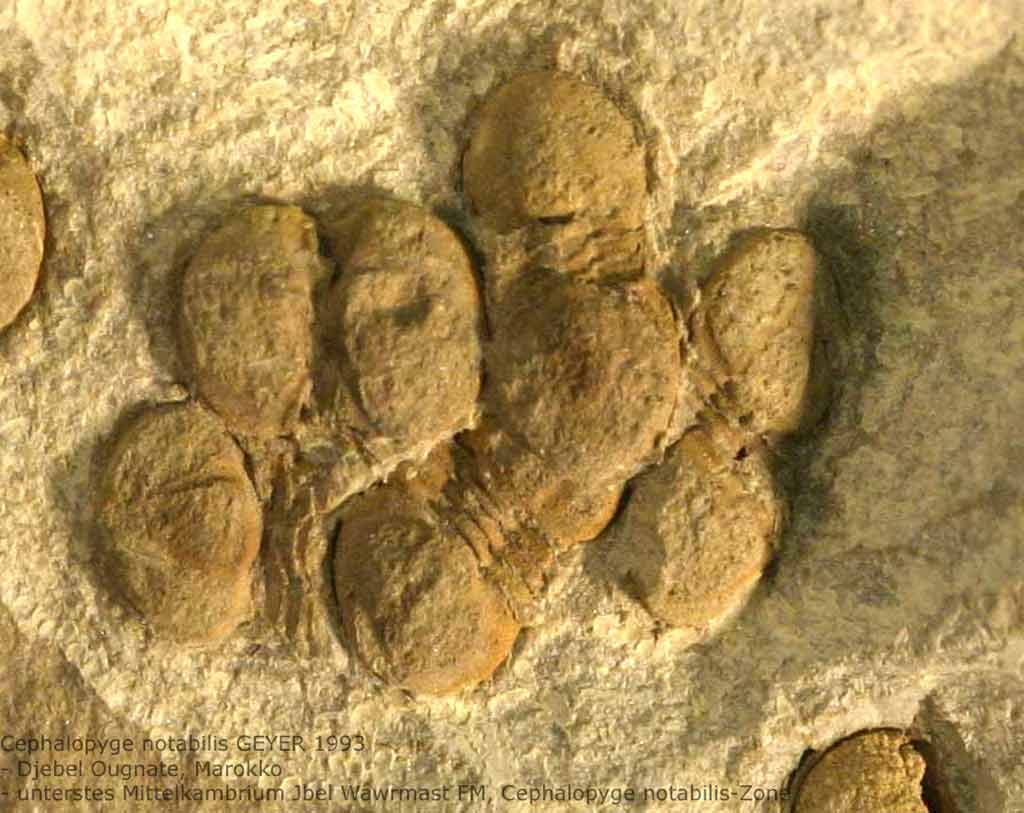
Cephalopyge notabilis (Cambriano Medio del Marocco), tipico trilobite agnostide. Queste piccole forme cieche e isopigie danno luogo ad abbondanti accumuli monospecifici con ampia diffusione a scala globale, caratteristiche che sembrano qualificarli come organismi pelagici.

Una spinosità molto sviluppata è stata a lungo considerata un adattamento a condizioni di vita pelagiche, in quanto spine allungate (soprattutto le spine pleurali) avrebbero potuto facilitare il galleggiamento dell'organismo diminuendo il rapporto peso/superficie (analogamente ad altri organismi planctonici, come ad esempio i foraminiferi, in cui la presenza di spine svolge effettivamente un ruolo di questo tipo). Tuttavia, la maggior parte dei trilobiti raggiungono da adulti dimensioni tali (alcuni centimetri) per cui la presenza delle spine non sarebbe stata di effettiva utilità per il galleggiamento: in questi casi si tende a considerare questa specializzazione più come volta a una migliore distribuzione del peso dell'animale su sedimenti fangosi poco consolidati, in modo da evitarne l'affondamento.
Una possibile eccezione è costituita dal sottordine Odontopleuroidea (ordine Lichida), costituito da trilobiti di piccole dimensioni (da millimetriche a centimetriche) con spine lunghe e sottili, cave, sempre presenti e rivolte non solo in senso laterale ma anche ventrale e spesso dorsale, che sono spesso stati interpretati come nuotatori attivi.

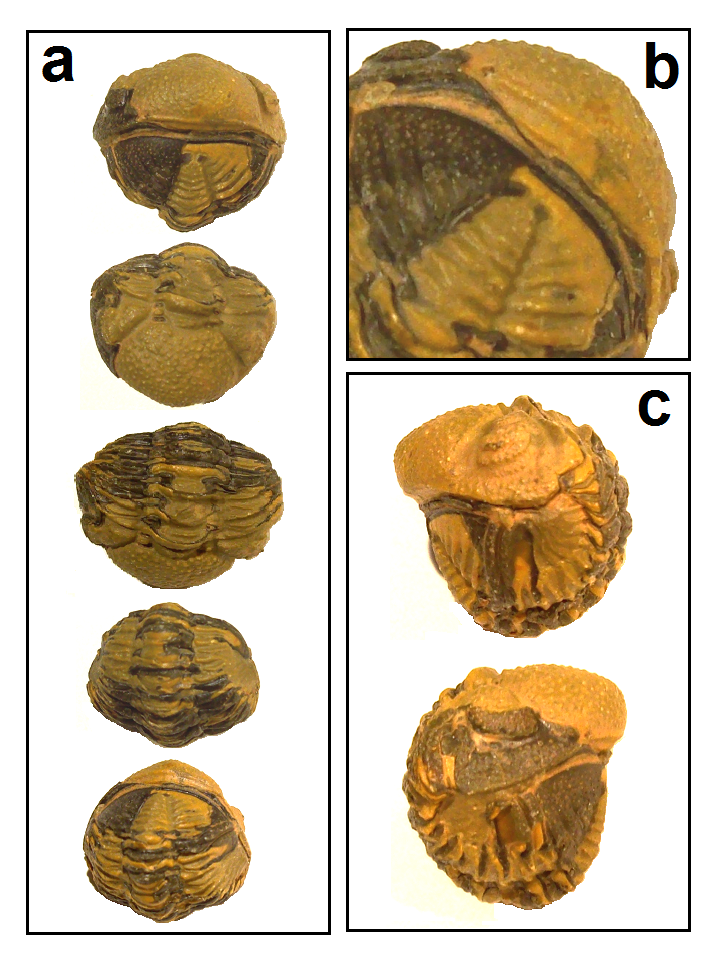
Phacops (Devoniano del Marocco). Esemplare appallottolato, tipico esempio di arrotolamento sferoidale: a) varie vedute del lato dorsale; b) particolare della duplicatura del cephalon, sulla quale è visibile il solco vincolare che serviva a impedire lo slittamento del pygidium (il margine del pygidium che lo ricopriva è parzialmente asportato); c) Vedute laterali, in cui è osservabile il ricoprimento delle estremità distali delle pleure.

I trilobiti appartenenti all'ordine Agnostida, di piccole dimensioni (pochi millimetri), ciechi, caratterizzati da forte isopigìa e dotati di soli 2 o 3 segmenti toracici, sono stati interpretati come forme pelagiche. Questa interpretazione si basa sulla diffusione a scala globale di queste forme, che mostrano scarse variazioni con la paleolatitudine e nei diversi domini continentali cambro-ordoviciani, mentre i trilobiti più convenzionali, con tendenza polimerica, mostrano un deciso provincialismo.
Lo stile di vita che implicherebbe una condizione "pelagica" per gli Agnostida è in realtà un argomento ancora largamente dibattuto tra gli specialisti: alcuni ipotizzano uno stile di vita planctonico, basandosi oltre che sulle piccole dimensioni e sulla diffusione di queste forme, anche sulla loro abbondanza (possono dare luogo a notevoli accumuli monospecifici, fino costituire in alcuni livelli componenti significativi della roccia). Altri osservano che una simile diffusione potrebbe essere correlabile anche a condizioni di vita bentonica profonda (al di sotto della zona fotica), e/o con uno stadio larvale planctonico ad ampia diffusione.

### Arrotolamento

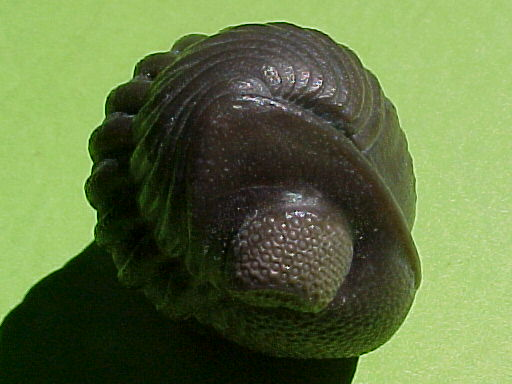
Eldredgeops rana crassituberculata, particolare di un altro phacopide arrotolato

I trilobiti più evoluti post-cambriani (in particolar modo i Phacopida, ma anche diversi gruppi di Asaphida e Proetida) si rinvengono spesso appallottolati fino a formare una “palla” quasi perfetta (arrotolamento sferoidale): la duplicatura ventrale del cephalon è in stretto contatto il margine ventrale del pygidium, a chiudere completamente ogni accesso al lato ventrale vulnerabile dell'animale; le pleure dei segmenti toracici sono parzialmente sovrapposte (scorrendo sulle faccette articolari nel loro tratto distale), fino a serrare completamente gli spazi tra le estremità distali libere, chiudendo anche le aree laterali dell'esoscheletro (vedi sezione di descrizione dell'esoscheletro). In forme di questo tipo, spesso, la duplicatura cefalica e pigidiale è dotata di strutture (strutture coaptative) atte a “bloccare” il contatto tra le due parti per impedirne lo slittamento.

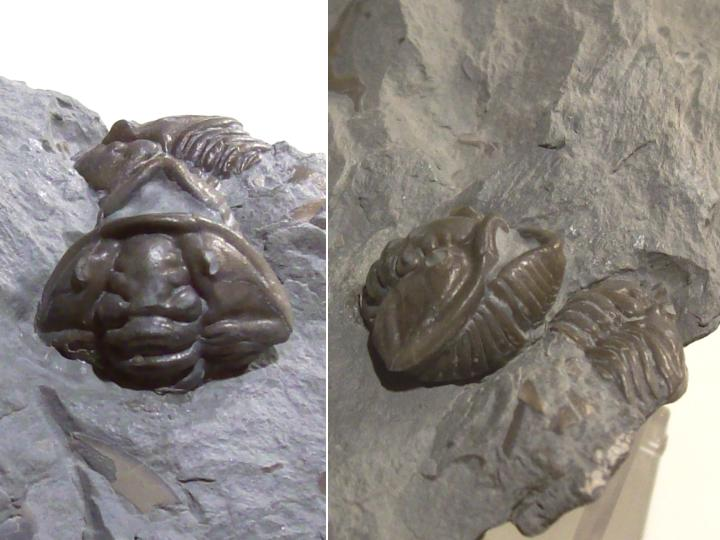
Flexicalymene retrosa (Ordoviciano, Ohio, USA), trilobite phacopide (sottordine Calymenina) arrotolato. Notare la presenza tra cephalon e pygidium di una fessura ad arco che resta beante anche con il corpo completamente appallottolato (probabilmente per consentire comunque la circolazione dell'acqua). Nell'esemplare è anche ben visibile la sutura facciale gonatoparia.

Si tratta di strutture di due tipi fondamentali: alcune consistono in indentazioni cui corrispondono fossette dalla parte opposta; altre sono caratterizzate da solchi e rughe. Ad esempio, in Phacops, un profondo solco (solco vincolare) è presente sulla duplicatura del cephalon, combaciando con il margine del pygidium. In altre forme, come Dalmanites ed Eodalmanitina, non vi era un contatto ermetico tra cephalon e pygidium, ma rimaneva una fessura triangolare o ad arco beante, che probabilmente aveva lo scopo di permettere ancora la circolazione dell'acqua nell'animale appallottolato: in questi e in molti altri casi la fessura era difesa da spine o file di denticoli; in altri casi (Flexicalymene) quest'apertura restava apparentemente esposta. In alcune forme avanzate di Ptychopariida (famiglia Harpidae) e di Asaphida (Trinucleidae), dotati di un cephalon estremamente sviluppato con spine genali molto lunghe (che avrebbero reso impossibile un arrotolamento sferoidale), solamente i primi segmenti toracici anteriori potevano arrotolarsi, mentre la parte di torace restante si ripiegava al di sotto come una lamina rigida (arrotolamento discoidale). Molto più raro l'arrotolamento doppio, in cui il pygidium e gli ultimi segmenti toracici posteriori entravano sotto il margine anteriore del cephalon.
Le forme meno avanzate, fino al Cambriano Superiore (ad esempio i Redlichiida e le forme più arcaiche degli Ptychopariida, come Olenus), avevano scarsa capacità di arrotolarsi, in quanto le pleure avevano una limitata possibilità di sovrapposizione, e le loro estremità libere sarebbero entrate in contatto prima di poter completare l'appallottolamento: potevano solamente inarcarsi o al più di arrotolarsi in una spirale “lenta”, e non erano dotati di faccette articolari e strutture coaptative. La capacità di inarcamento del corpo era comunque indispensabile per l'animale durante la muta, per favorire l'apertura delle suture facciali e potere quindi fuoriuscire dall'exuvia: l'appallottolamento completo è la naturale evoluzione di questa attitudine.

### Alimentazione

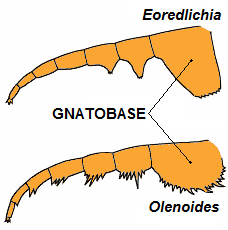
Due esempi di gnatobasi di trilobiti cambriani: processi spinosi situati sul tratto prossimale (coxa) delle appendici ventrali.

Il modo di nutrirsi dei trilobiti e le loro abitudini alimentari sono in gran parte speculativi, dal momento che si tratta di un gruppo estinto e, inoltre, non sono state mai riscontrate nei fossili strutture (mineralizzate o meno) che potessero essere ricondotte a un apparato boccale e a un apparato masticatore. D'altro canto, la grande varietà di morfologie e i diversi stili di vita comparsi nella lunga storia evolutiva di questo gruppo indicano chiaramente che dovevano essersi sviluppati adattamenti alimentari molto diversificati.
Nei casi in cui le appendici ventrali sono conservate, la presenza costante sulla parte interna degli arti di processi spinosi apparentemente atti a perforare e tagliare (gnatobasi), ha indotto diversi autori a ipotizzare che i trilobiti in questione fossero predatori o necrofagi. Le gnatobasi dei trilobiti erano probabilmente in grado di lacerare la cuticola e le parti molli di animali privi di strutture difensive mineralizzate, come i vermi: effettivamente, l'attuale limulo utilizza le proprie gnatobasi (situate sulla coxa delle appendici ventrali prosomatiche) per lo stesso scopo. Spesso, tracce fossili attribuite a trilobiti si interrompono quando incrociano bioturbazioni riferibili a tane di vermi, come se il trilobite stesse effettivamente cacciando questi organismi; in altri casi si hanno possibili tracce di nutrizione associate a tane di vermi: ad esempio, sono conosciuti dal Cambriano Inferiore della Svezia vari esempi di tracce tipo rusophycus scavate accanto a probabili tane di priapulidi (di forma tubolare retta oppure a U).

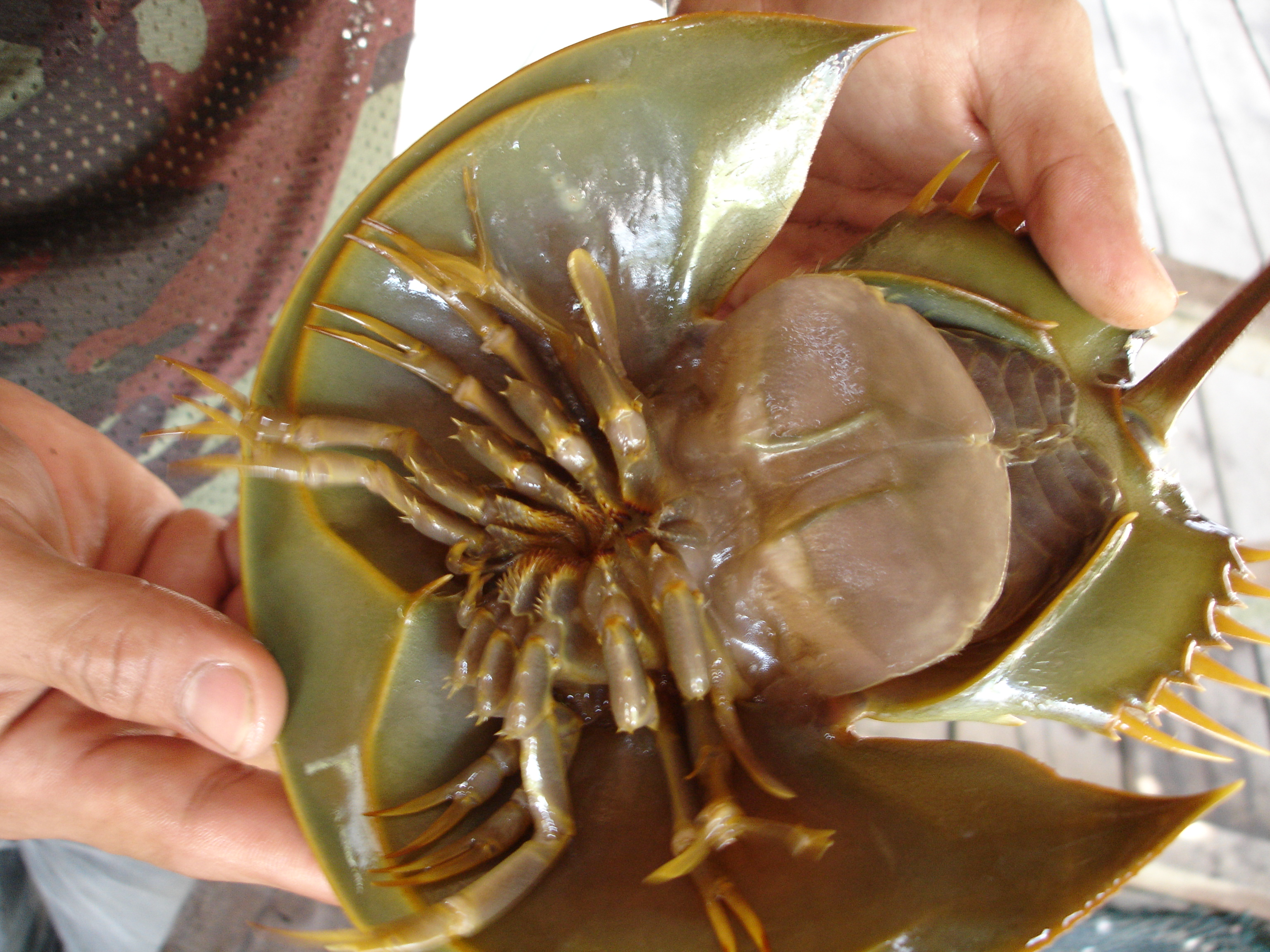
Veduta ventrale di un limulo attuale (Malaysia). Notare i processi spinosi presenti sulla parte interna delle appendici del prosoma e in particolare le gnatobasi fortemente spinose e taglienti che ne caratterizzano la parte più prossimale ("coxa"). Il limulo utilizza queste strutture sia per difesa che per nutrirsi, servendosene per lacerare i tessuti delle sue prede (per la maggior parte vermi e altri organismi a corpo molle). Questo tipo di organizzazione è molto simile a quella riscontrabile nei trilobiti fossili.

Queste tracce sono sempre scavate a contatto con la tana del verme, ma leggermente di lato. Questo particolare sembra suggerire che il trilobite avesse scavato in modo da portare allo scoperto un lato della tana per “agganciare” il corpo cilindrico del verme con una fila laterale di arti ed estrarlo; successivamente, lo avrebbe portato sotto di sé per lacerarlo con le gnatobasi. Le parti edibili delle prede erano poi convogliate verso la bocca dal movimento delle gnatobasi stesse, attraverso il solco ventrale mediano situato tra le due file di appendici.

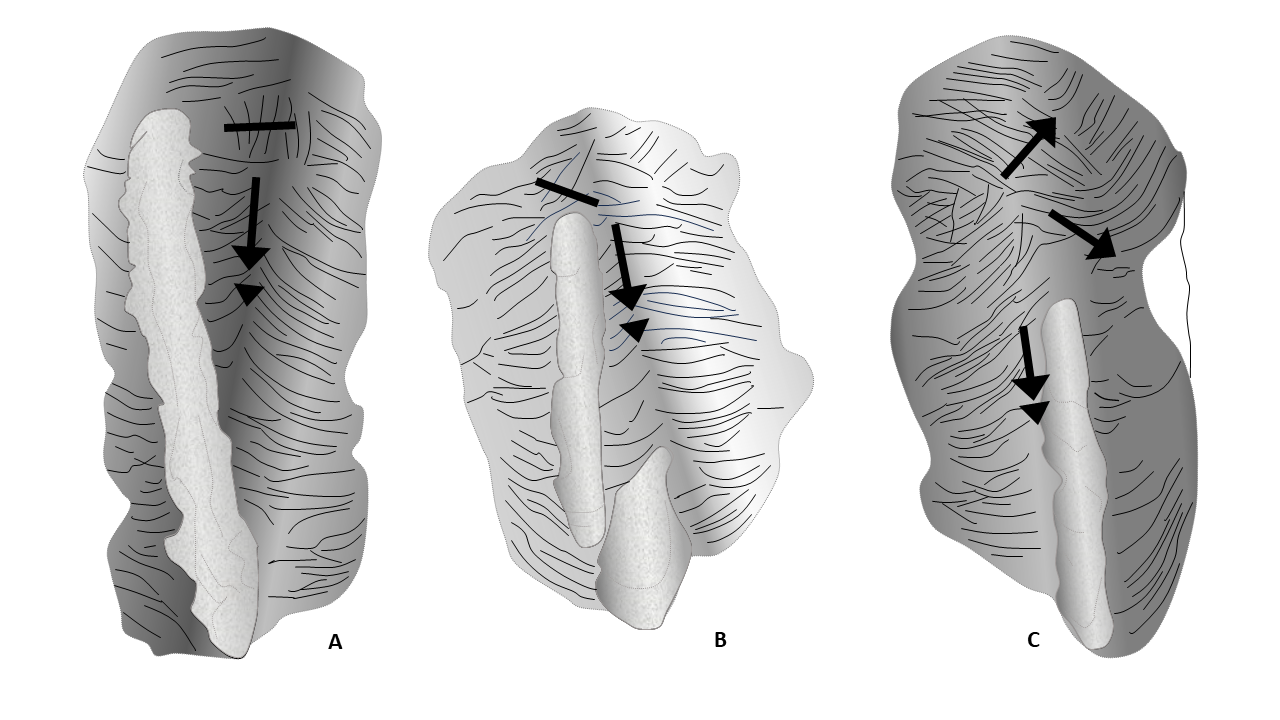
Possibili tracce di trilobiti tipo Rusophycus associate a tracce di bioturbazione di vermi (priapulidi?) dal Cambriano inferiore della Svezia (le "tane" di vermi sono cilindriche, rese in colore più chiaro). Tipicamente i R. sono posizionati con uno dei lobi sopra la tana del verme. Spesso i pattern di scavo sono più di uno, come se il trilobite avesse cercato la posizione migliore per raggiungere il verme. Le frecce rappresentano la direzione del corpo del trilobite (se la posizione del cephalon non è nota il simbolo è una barra); il triangolo indica un possibile movimento in avanti del trilobite durante l'azione di scavo.

Questo tipo di adattamento alimentare sembra sviluppato già nelle forme più arcaiche, del Cambriano (come Olenoides), indicando questa strategia alimentare come quella originaria del gruppo, mentre i trilobiti successivi sviluppano una varietà maggiore di morfologie e di adattamenti. Secondo Fortey e Owens (1999), le abitudini alimentari dei trilobiti sarebbero correlate con il tipo di ipostomo: l'ipostomo conterminante (fissato saldamente al margine anteriore del cephalon), avrebbe favorito un comportamento alimentare predatorio, fornendo un supporto più robusto (dal punto di vista meccanico) per l'assunzione di frammenti più grandi di cibo (i "brandelli" del corpo delle prede), mentre i trilobiti con ipostomo natante (non fissato al margine del cephalon) sarebbero stati predatori meno efficienti o microfagi. Allo stesso modo, secondo gli autori citati, una glabella particolarmente sviluppata e inflata (come ad esempio in Phacops o Kainops) sarebbe stata indice di abitudini predatorie, in quanto avrebbe lasciato uno spazio maggiore per lo stomaco e quindi una maggiore possibilità di digerire frammenti relativamente grandi di prede.

### Riproduzione e ontogenesi

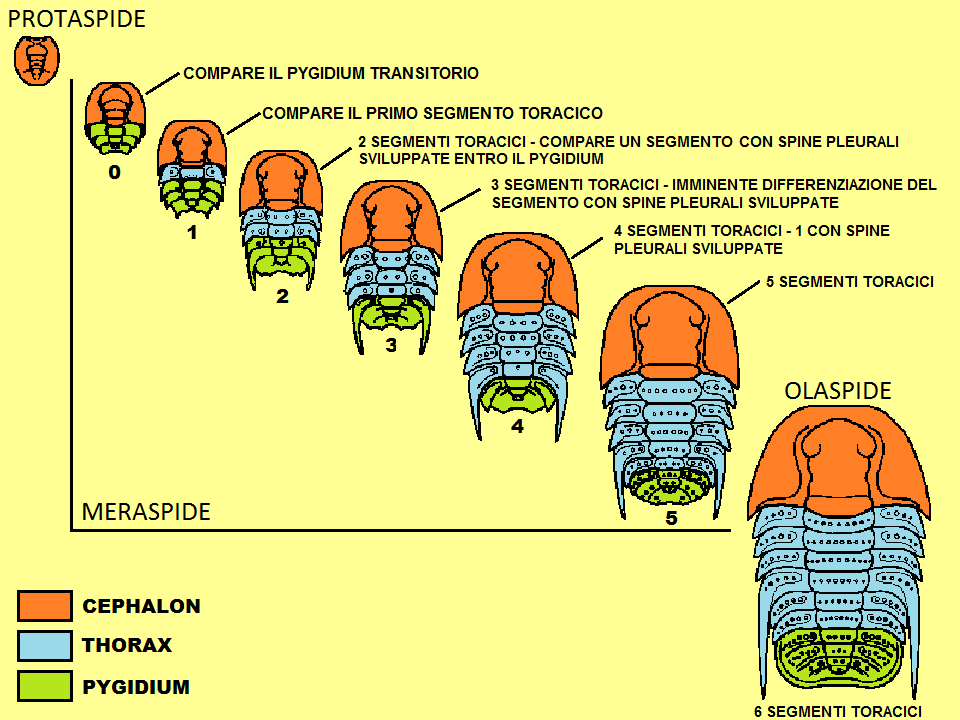
Stadi ontogenetici di Shumardia (Conophrys) salopiensis. Il primo stadio (protaspide) è dotato di un esoscheletro discoidale con lobo mediano. Nello stadio intermedio (meraspide) compare un pygidium transitorio dal quale si originano in fasi successive i segmenti toracici (tergiti). Ogni segmento compare e si individua entro il pygidium come elemento fuso, e si differenzia successivamente come elemento separato (tergite) quando il distacco progressivo dei segmenti precedenti lo porta al margine anteriore del pygidium stesso. Gli stadi meraspidi vengono numerati da 0 a n a seconda nel numero dei segmenti toracici differenziati. Dopo il raggiungimento dello stadio finale (olaspide) non si originano altri segmenti toracici, anche se possono comparire ulteriori segmenti fusi entro il pygidium. Nella specie illustrata compare nello stadio meraspide un segmento dotato di spine pleurali particolarmente sviluppate (megapleure). Si tratta di un carattere piuttosto frequente in numerosi gruppi di trilobiti, e spesso la comparsa delle megapleure corrisponde a significative variazioni nella morfologia e nel pattern di crescita dell'organismo.

I trilobiti sono generalmente ritenuti organismi dioici, come la maggior parte dei crostacei attuali. Vi sono diverse segnalazioni di variazioni morfologiche intraspecifiche interpretate come dimorfismo sessuale, analogamente alle spine sviluppate dagli esemplari maschili di altri artropodi (per esempio i coleotteri).
È verosimile anche che deponessero uova, anche se le segnalazioni in letteratura di possibili uova fossili di trilobiti non sono conclusive, mancando elementi diretti di collegamento tra gli oggetti rinvenuti e gli stadi giovanili di trilobiti; si segnala in modo particolare un caso di rinvenimento di possibili embrioni di trilobiti fosfatizzati dotati di blastomeri, risalenti al Cambriano della Cina meridionale, associati a numerosi individui giovanili di trilobiti (eodiscidi). È stata avanzata l'ipotesi che almeno alcune forme di trilobiti tenessero le uova e/o gli esemplari larvali entro la cavità del cephalon come l'attuale limulo, l'analogo vivente più vicino ai trilobiti, il cui carapace ha alcune affinità morfologiche (soprattutto nella sua parte anteriore, il prosoma) con il cephalon dei trilobiti stessi; ritrovamenti recenti di elementi ovoidali piritizzati sulla parete interna del carapace cefalico di trilobiti ordoviciani sembrerebbe in accordo con tale ipotesi, anche se la struttura di questi elementi non è conservata. In alcune specie sono stati osservati rigonfiamenti nella regione anteriore (pre-glabellare) del cephalon che compaiono solo in alcuni esemplari delle forme adulte, interpretati come caratteri connessi a un dimorfismo sessuale e in particolare come “tasche” per il mantenimento delle uova o delle forme larvali. Strutture simili sono presenti in altri gruppi di artropodi, come gli ostracodi (anche se non nella stessa posizione).
L'ontogenesi dei trilobiti è ben conosciuta, attraverso numerosi studi. Gli stadi iniziali di crescita erano molto diversi dagli adulti: il primo stadio di sviluppo (stadio protaspide), di dimensioni inferiori al millimetro (mediamente circa 0,75 mm di diametro), ha una forma discoidale aperta centralmente e dotata di un ipostomo (spesso molto spinoso), mentre superiormente è presente un lobo mediano segmentato destinato a divenire la gabella (stadio protaspide); in questo stadio gli occhi erano molto piccoli e si trovavano al margine anteriore dell'esoscheletro, mentre nelle fasi di crescita successive migrano gradualmente nella parte dorsale e compaiono le suture facciali. Nello stadio successivo (stadio meraspide), compare un primo pygidium transitorio, dal cui margine anteriore si originano i segmenti toracici attraverso fasi successive di crescita e di muta. In questi stadi iniziali la morfologia dei vari elementi dell'esoscheletro (cephalon, segmenti toracici e pygidium) poteva differire anche notevolmente da quella delle forme adulte. Lo stadio finale (stadio olaspide) è caratterizzato dal pieno sviluppo dei segmenti toracici e dal raggiungimento della forma definitiva dell'esoscheletro, anche se la crescita dell'individuo generalmente proseguiva e erano necessarie varie mute per raggiungere l'effettiva maturità. Sono stati talora rinvenuti associati a trilobiti degli oggetti (phaselus) fosfatizzati di forma ovoidale dotati di un'apertura ventrale con duplicatura, di dimensioni inferiori ai protaspidi più piccoli, che sono stati interpretati come uno stadio larvale pre-protaspide, presumibilmente con stile di vita planctonico.

## Storia evolutiva

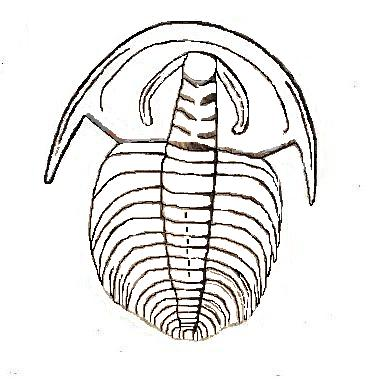
Eofallotaspis, (Cambriano Inferiore) tra i primi trilobiti segnalati nel record stratigrafico.

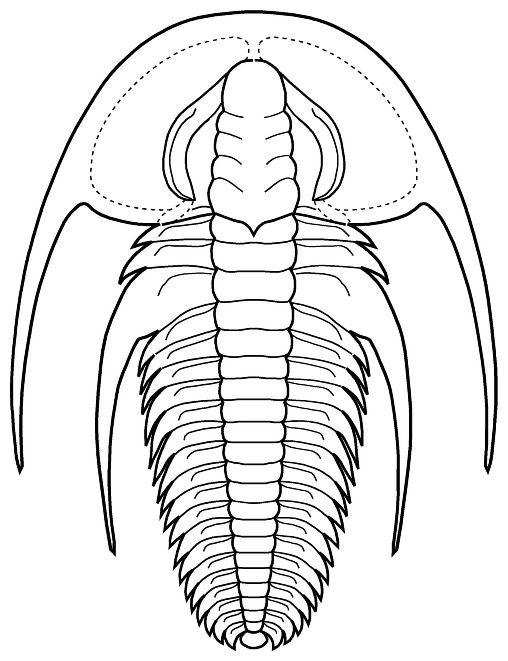
Fallotaspis, (Cambriano Inferiore) altro trilobite arcaico

Le origini dei trilobiti sono ancora in gran parte sconosciute. Il gruppo è composto fin dalle origini di organismi altamente sofisticati per l'epoca e sembra comparire già ben differenziato e con una diffusione geografica piuttosto ampia: è quindi probabile che in realtà i trilobiti fossero presenti anche prima delle loro testimonianze fossili, ma che non fossero dotati di esoscheletro mineralizzato. È stata avanzata l'ipotesi che le forme ancestrali di questo gruppo siano rappresentate da alcune forme incertae sedis prive di esoscheletro appartenenti alla fauna di Ediacara, come Spriggina, Parvancorina, e al taxon correlato di età cambriana Skania, ma si tratta di ipotesi altamente speculative, vista la notevole incertezza nella classificazione della fauna ediacarana, la rarità e lo scarso dettaglio dei resti fossili e significative differenze nella struttura corporea tra queste forme e i veri trilobiti.
I trilobiti sono gli artropodi più antichi conosciuti: i loro primi rappresentanti compaiono circa 520-530 milioni di anni fa, nel Cambriano inferiore (anche se non all'inizio di questo periodo), e sono attribuibili all'ordine Redlichiida, sottordine Olenellina (forme micropige, prive di suture facciali). Sono stati rinvenuti in Nord America (nell'allora continente laurentiano), in Siberia (che costituiva una placca continentale separata), in Spagna, Marocco Cina settentrionale e Australia (che allora facevano parte del margine più settentrionale del supercontinente Gondwana). Subito dopo, prima della fine del Cambriano Inferiore, compaiono forme attribuibili a Ptychopariida, Corynexochida e Agnostida. Nel Cambriano medio compaiono i Lichida, forme che tendono a sviluppare una spinosità accentuata. Verso la fine del Cambriano medio i trilobiti subiscono un primo evento di estinzione, in cui scompaiono tutti i rappresentanti dell'ordine Redlichiida. Dopo questa crisi, le associazioni a trilobiti del tardo Cambriano sono dominate da forme primitive di Ptychopariida (sottordine Ptychopariina), micropige, con una relativa scarsa variabilità morfologica.
Nel tardo Cambriano tutto il gruppo è soggetto a un'estinzione di massa, fatale alla maggior parte delle forme. Il declino del gruppo nel tardo Cambriano è probabilmente relazionabile sia con un episodio di regressione marina generalizzata che con la comparsa di nuove forme di predatori, e in particolare con i primi cefalopodi (i nautiloidi), carnivori molto mobili dotati di mascelle, tentacoli prensili con cui catturare e manipolare le prede, in grado di controllare il proprio galleggiamento e con una propulsione relativamente veloce.

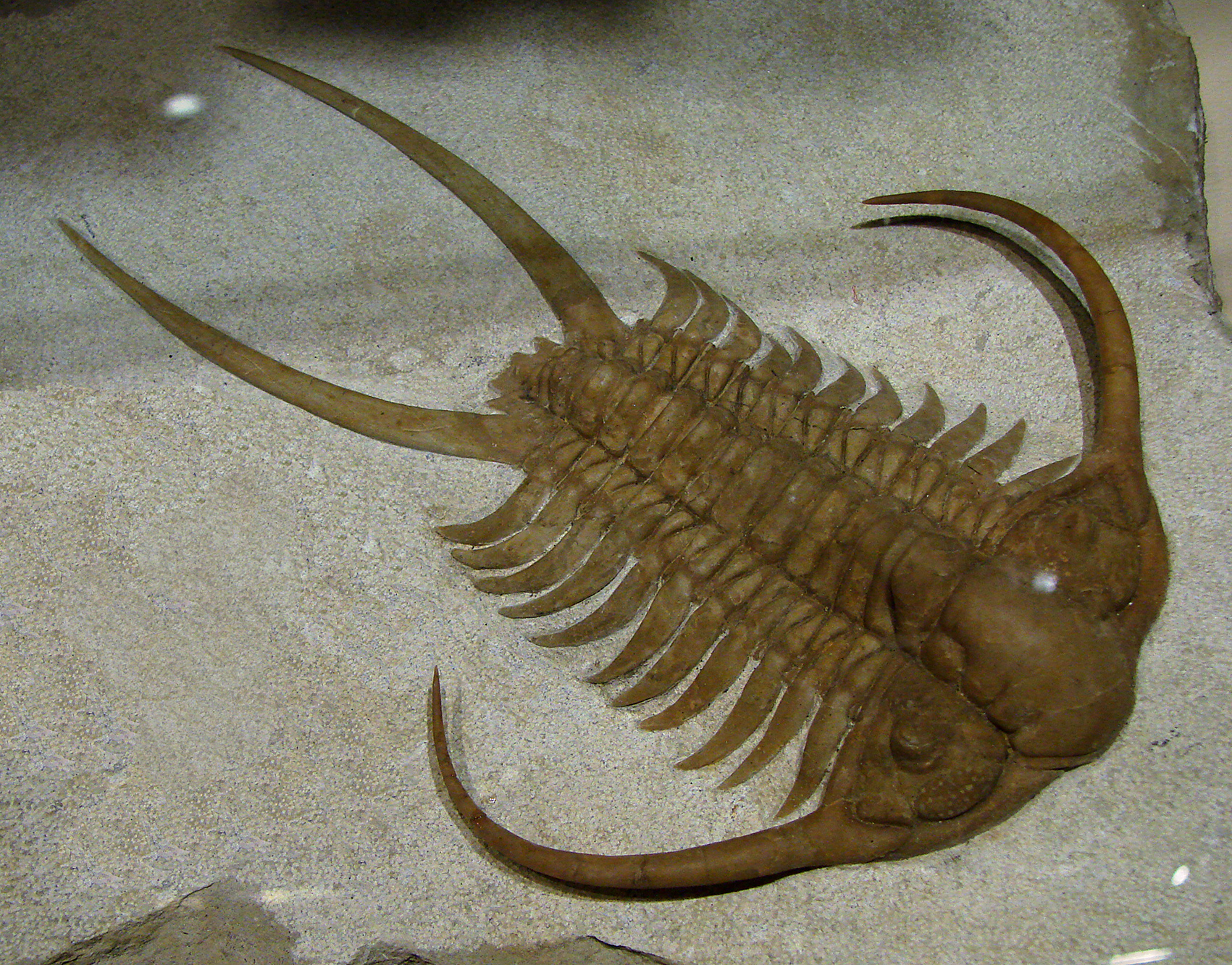
Cheirurus, (Ordoviciano Medio), Russia. Una forma avanzata dell'ordine Phacopida caratterizzata da spine molto sviluppate.

Dopo questa crisi, i gruppi sopravvissuti sviluppano per la prima volta forme isopige (con una migliore protezione e una migliore capacità di avvolgimento difensivo), e tendono in generale ad acquisire cuticole più spesse per difesa verso i predatori. Inoltre, mentre nel Cambriano le forme risultano abbastanza conservative e relativamente poco variate, e l'ambiente di vita del gruppo rimane sostanzialmente nell'ambito di fondali marini poco profondi a sedimentazione terrigena o mista di piattaforma continentale, nell'Ordoviciano Inferiore si ha una esplosione di forme molto diversificate, anche morfologicamente, indice di una radiazione adattativa. Compaiono i Phacopida insieme a forme peculiari come i già citati Trinucleidae e Harpetida, e si espandono ulteriormente i Lichida con forme fortemente spinose (Odontopleuroidea). Il gruppo inoltre si espande in ambienti mai prima colonizzati, come le piattaforme carbonatiche e i reef. Nonostante questo successo, numerosi gruppi di trilobiti (tra cui i Trinucleidae e l'intero ordine Agnostida) si estinguono nella successiva crisi biologica del tardo Ordoviciano, dovuta a un evento glaciale correlato a una regressione marina generalizzata. Nel Siluriano e nel Devoniano Inferiore questi organismi sono ancora frequenti e ben differenziati, in comunità i cui elementi fondamentali variano relativamente poco e sono costituiti principalmente da Cheiruridae, Phacopidae, Calymenidae, Harpetida. La frequenza e diffusione delle faune diminuiscono tuttavia nel corso del Devoniano, in parte probabilmente per la pressione di nuove forme di predatori (i pesci dotati di mascelle), ma soprattutto delle due grandi crisi biologiche avvenute alla fine di questo periodo, nelle quali si estingue la maggior parte degli ordini presenti nel Paleozoico Inferiore (con l'eccezione dei rappresentanti dell'ordine Proetida).
Il gruppo superstite ricupera vigore con una nuova radiazione adattativa nel corso del Carbonifero Inferiore, ma il declino riprende alla fine di questo periodo, segnata da una nuova crisi biologica. Nel Carbonifero Superiore e nel Permiano si assiste a una progressiva riduzione del numero di famiglie e di generi, e alla fine del Permiano gli ultimi rappresentanti si estinguono completamente nella grande estinzione di massa che conclude il periodo (circa 250 Ma), verosimilmente in seguito al più marcato evento regressivo marino della storia terrestre conosciuto dal Paleozoico a oggi.

## Distribuzione geografica
I trilobiti fossili sono diffusi in tutti i continenti moderni e in tutti i domini marini e oceanici del Paleozoico. Si trovano in sedimenti marini che spaziano dalla piana di marea e dalla parte più interna della piattaforma continentale (prossima alla linea di costa), fino alla scarpata continentale e alla piana abissale. Dall'Ordoviciano sono associati anche a sedimenti di piattaforma carbonatica. I trilobiti, come molti altri gruppi, mostrano differenziazioni non solo in senso batimetrico ma spesso anche dipendente dalla paleolatitudine e dalla presenza di barriere naturali: in altri termini, la loro distribuzione appare spesso affetta da un provincialismo più o meno spinto. 
I ritrovamenti più antichi di trilobiti fossili, nel Cambriano inferiore avanzato (circa 520-530 Ma), indicano una distribuzione comprendente il margine settentrionale del supercontinente di Gondwana e le masse continentali settentrionali di Laurentia e dell'attuale Siberia: questa distribuzione, piuttosto ampia, sembra indicare che l'evoluzione del gruppo antecedente l'acquisizione dell'esoscheletro mineralizzato (e quindi le prime testimonianze fossili) si sia svolta in un contesto paleogeografico più unitario, identificabile forse con l'antico supercontinente di Rodinia, o con quello di Pannotia che nel tardo Neoproterozoico riuniva la maggior parte delle masse continentali. Tuttavia non vi è accordo generale in letteratura con tale interpretazione: le critiche riguardano in particolare il fatto che la definizione di questo "provincialismo" si baserebbe soprattutto sulla presenza o assenza delle suture facciali, mentre in realtà il resto dei caratteri morfologici delle prime forme che compaiono nel record stratigrafico è notevolmente uniforme; questa osservazione contrasterebbe anche con l'ipotesi di una evoluzione "criptica" antecedente la prima comparsa dei trilobiti, vista anche la completa assenza nei giacimenti lagerstätte cambriani e neoproterozoici di forme con carapace non mineralizzato che possano essere considerate trilobiti in senso stretto; quindi la differenziazione delle faune sarebbe in realtà storia successiva alla prima comparsa dei trilobiti, e la parte "criptica" della loro evoluzione non sarebbe così estesa come generalmente ipotizzato. La successiva tendenza alla provincializzazione sembra comunque riflettere la frammentazione delle masse continentali. In senso molto generale, si distinguono nel Cambriano inferiore due grandi provincie, caratterizzate dai due principali sottordini dei Redlichiida:
- Provincia a Olenellina, diffusi soprattutto nelle masse continentali occidentali, tipici del continente laurentiano e baltico.
- Provincia a Redlichiina, diffusi specialmente nelle masse continentali orientali, in Cina meridionale e Australia, e tipici anche del Gondwana.

In Siberia e Marocco (allora masse continentali situate tra i due insiemi citati), otre che nelle propaggini più occidentali di Gondwana, vi sono faune transizionali, ma comunque con alto tasso di endemismo, il che sembra indicare ulteriori differenziazioni paleobiogeografiche a scala minore.  
Nel Cambriano Medio e Superiore, le faune a trilobiti sono caratterizzate da un marcato provincialismo (ancora in gran parte oggetto di studio), verosimilmente dovuto alla notevole frammentazione delle placche continentali; inoltre, si assiste da un lato ad una maggiore differenziazione tra faune di piattaforma continentale e faune di ambiente marino-marginale, dall'altro si hanno episodi di maggiore diffusione di alcune forme (faune "cosmopolite") coincidenti con episodi di trasgressione marina. Come già accennato, fanno eccezione gli Agnostida, con forme ad ampia distribuzione (il che ne sembra indicare l'appartenenza al dominio pelagico o bentonico profondo).
L'Ordoviciano inferiore è stato un periodo di notevole dispersione delle masse continentali, e la conseguenza è stata una forte provincializzazione faunistica; sono distinguibili ben quattro grandi provincie faunistiche, aventi una chiara correlazione con la paleolatitudine. Una provincia "fredda" (Spagna, Francia, Europa centrale e Turchia) caratterizzava le alte latitudini meridionali del Gondwana. Le piattaforme del continente laurentiano, nell'emisfero settentrionale (America del Nord, Siberia e Cina settentrionale), a paleolatitudini equatoriali, erano contraddistinte da un'altra provincia faunistica, mentre la parte orientale del margine del Gondwana (Cina meridionale, Australia, Argentina), a paleolatitudini tropicali, supportava una particolare fauna endemica composta prevalentemente di Asaphida. Un'altra associazione faunistica dominata da Asaphida era presente nella Baltica, allora in condizioni temperate. Anche in questo caso fanno eccezione alcuni gruppi (tra cui i Telephinidae, di cui si è già parlato), ad ampia diffusione, con probabile stile di vita necto-pelagico, oltre ai citati Agnostida. Il provincialismo tende a decrescere nell'Ordoviciano superiore, come effetto di un generale impoverimento delle faune in termini di diversificazione, probabile conseguenza di un pesante deterioramento del clima dovuto all'inizio di una glaciazione.
Dopo la crisi tardo-ordoviciana, nel Siluriano le faune tendono a essere cosmopolite, con scarsa differenziazione latitudinale (anche se è ancora distinguibile una provincia di acque fredde alle alte latitudini meridionali del Gondwana) e prevalente differenziazione batimetrica, in risposta alla nuova tendenza all'aggregazione delle masse continentali. Il Devoniano sembra essere stato un periodo di maggiore differenziazione, con una provincia meridionale di acque fredde ben caratterizzata da Calmoniidae e una di acque temperato-calde dominata da phacopidi. Dopo le grandi estinzioni tardo-devoniane, i gruppi superstiti appaiono poco differenziati per provincie.
In Italia, i trilobiti sono presenti nelle tre aree dove affiorano le successioni più significative di rocce sedimentarie paleozoiche non metamorfiche depostesi in ambiente marino:
- Prealpi Carniche, in sedimenti databili dall'Ordoviciano superiore al Carbonifero.[155]
- Sardegna meridionale, soprattutto in sedimenti terrigeni o misti di piattaforma continentale poco profonda databili dal Cambriano Inferiore (Formazione di Nebida e Formazione di Cabitza nell'Iglesiente) all'Ordoviciano (Formazione di Portixeddu, presso Fluminimaggiore, e Formazione di San Vito, nel Sarrabus);[156] presenti anche nel Gerrei, in sedimenti del Devoniano Inferiore.[157]
- Sicilia, nella Valle del Sosio, entro olistoliti[N 29] carbonatici di piattaforma di età permiana, inglobati in sedimenti triassici flischoidi di bacino marino.[158]

### Esplicative
1. ↑  Non sono mai state riscontrate tracce di aminoacidi o di chitina, la sostanza più comune nell'esoscheletro degli artropodi attuali e in molti gruppi fossili.
2. ↑  Composta da un mosaico di cristalli microscopici.
3. ↑  Ordine Redlichiida, sottordine Olenellina, superfamiglia Fallotaspidoidea
4. ↑  In questo periodo anche la vulnerabilità nei confronti dei predatori è massima.
5. ↑  In altre parole: l'ipotesi di Babcock ("i predatori preferivano il lato destro") si basa sull'assunto che i trilobiti consumati dai predatori siano stati attaccati con le stesse modalità di quelli fossilizzati (quindi sopravvissuti all'attacco). Tale assunto appare a prima vista ragionevole, ma è in realtà assolutamente non verificabile (quindi non provato e impossibile da provare) con il materiale fossile a disposizione, in quanto può essere vera anche l'ipotesi contraria ("i predatori preferivano il lato sinistro"). L'ipotesi andrebbe quindi riformulata come "i predatori preferivano attaccare i trilobiti da un particolare lato" (qualunque fosse): in questo modo la deduzione di una lateralizzazione degli organismi predatori reggerebbe in ogni caso...
6. ↑  Visibili ad esempio sugli esemplari della Burgess Shale.
7. ↑  Sorreggente le branchie.
8. ↑  Impronte sulla superficie della cuticola lasciate dal fissaggio delle fasce muscolari
9. ↑  Generalmente negli artropodi i muscoli che presiedono al movimento degli arti sono situati nel tronco, e muovono gli arti stessi mediante tendini.
10. ↑  sottordine Agnostina.
11. ↑  sottord. Eodiscina.
12. ↑  Organismi che vivono infossati entro il sedimento, semplicemente seppelliti sotto la sua superficie o in tane.
13. ↑  Organismi che vivono normalmente sopra l'interfaccia acqua-sedimento
14. ↑  Sempre che queste ultime fossero realmente organi recettori di qualche tipo
15. ↑  Orientamento costante in una direzione preferenziale.
16. ↑  Strettamente legata alla presenza di una corrente d'acqua e alla sua direzione.
17. ↑  Sospensivori: organismi che si nutrono di particelle alimentari (microrganismi o frammenti di materia organica) in sospensione nell'acqua.
18. ↑  Considerando l storia evolutiva di questo gruppo, tuttavia, è evidente nelle forme più primitive una organizzazione molto più simile a quella dei trilobiti, con una evidente segmentazione dell'opistosoma e sovente con la tipica partizione a tre lobi longitudinali:  Copia archiviata, su palaeos.com. URL consultato il 15 giugno 2008 (archiviato dall'url originale il 15 giugno 2008).
19. ↑  Di fatto, come un idroplano.
20. ↑  Dotati di un numero maggiore di segmenti toracici.
21. ↑  In senso biologico, si dice provincialismo la tendenza di un taxon a una diffusione areale ristretta, dovuta alla presenza di barriere naturali (fisiche o ecologiche) che ne impediscono la diffusione su larga scala. Un'importante conseguenza di ciò in biostratigrafia è la difficoltà di correlare tra loro faune fossili appartenenti a contesti paleogeografici diversi.
22. ↑  Accumuli composti cioè da esemplari appartenenti a una sola specie.
23. ↑  Condizione tra l'altro in accordo con la mancanza di occhi.
24. ↑  Nei crostacei attuali, tutta questa serie di operazioni è svolta dalle parti specializzate della bocca: nei trilobiti sembrerebbe che le strutture analoghe non fossero effettivamente solo in prossimità dell'apertura boccale ma "distribuite" lungo tutta la lunghezza del corpo.
25. ↑  Consumatori di microrganismi.
26. ↑  Con sessi separati.
27. ↑  Vedi Estinzione di massa - Tardo Devoniano.
28. ↑  Vedi Estinzione di massa - Permiano-Triassico.
29. ↑  Depositi di frana sottomarina.

### Bibliografiche
1. 1 2  Allasinaz (1982), p. 381.
2. ↑  Allasinaz (1982), pp. 381-388.
3. ↑  Allasinaz (1982), pp. 395-396.
4. 1 2  Allasinaz (1982), pp. 382-384.
5. ↑  Allasinaz (1982), p. 385.
6. ↑  Allasinaz (1982), pp. 385-386.
7. ↑  Teigler e Towe (1975), p. 139.
8. ↑  Wilmot e Fallick (1989), pp. 300-302.
9. ↑  Teigler e Towe (1975), pp. 139-140; 143-144.
10. ↑  Wilmot (1990), pp. 756-757, fig. 4.
11. ↑  Wilmot (1990), p. 764.
12. 1 2  Clarkson (1998), p. 356.
13. ↑  Allasinaz (1982), p. 396.
14. 1 2 3 4 5 6 7 8  Clarkson (1998), p. 383.
15. ↑  Allasinaz (1982), p. 386, fig. 323; pp. 396-397; fig. 333.2.
16. ↑  Allasinaz (1982), p. 386, fig. 324.1.
17. ↑  Clarkson (1998), p. 351.
18. ↑  Dal latino gena (plur. genae): guancia
19. 1 2  Clarkson (1998), p. 352.
20. ↑  Clarkson (1998), p. 357.
21. ↑  Clarkson (1998), pp. 352; 363.
22. ↑  Clarkson (1998), pp. 357-359; fig. 11.
23. ↑  Hollingsworth (2008), pp. 171-176.
24. ↑  Clarkson (1998), p. 380; pp. 376-377; fig. 11.18; fig. 11.
25. ↑  Clarkson (1998), p. 359.
26. ↑  Clarkson (1998), pp. 360-363; fig. 11.7-11.8.
27. ↑  Clarkson (1998), p.352; pp. 359-360.
28. ↑  Clarkson (1998), pp. 359-360; fig. 11.
29. ↑  Jell, pp. 45-57.
30. ↑  Lindström (1901), pp. 535-536.
31. ↑  Clarkson (1998), pp. 352-354; fig. 11.2.
32. ↑  Clarkson (1998), p. 353; fig. 11.72.
33. ↑  Clarkson (1998), pp. 366-367.
34. 1 2 3 4  Clarkson (1998), p. 367.
35. 1 2  Clarkson (1998), p. 365.
36. ↑  Clarkson (1998), pp. 352-353; fig. 11.2a.
37. 1 2  Clarkson (1998), p. 354.
38. ↑  Clarkson (1998), pp. 351; 377.
39. ↑  Clarkson (1998), pp. 352; 377.
40. ↑  Moore, Treatise on Invertebrate Paleontology (ed. 1997), pp. 166-167.
41. ↑  Benton e Harper (2009), p. 366.
42. ↑  Owen (1985), pp. 255-258.
43. ↑  Benton e Harper (2009), p. 372.
44. ↑  Babcock et al. (2005).
45. 1 2  Benton e Harper (2009), p. 375.
46. ↑  Benton e Harper (2009), pp. 60-62.
47. ↑  El Albani et al., 2024, p. 1.
48. ↑  Ad esempio (EN) P. E. Raymond, The appendages, anatomy and relationships of trilobites, in Connecticut Academyof Arts and Science Memoirs, vol. 7, 1920,  pp. 1-169, DOI:10.5962/bhl.title.28256.
49. ↑  Whittington (1975), in particolare pp. 122-133; pl.1-25; fig. 25-27.
50. ↑  Clarkson (1998), pp. 368-369; fig. 11.12-11.13.
51. ↑  Clarkson (1998), p. 368.
52. 1 2 3 4  Clarkson (1998), p. 380.
53. ↑  El Albani et al., 2024, p. 2; p. 4, fig. 3.
54. ↑  (EN) N. Eldredge, Patterns of cephalic musculature in the Phacopina (Trilobita) and their phylogenetic significance, in Journal of Paleontology, vol. 45, n. 1, 1971,  pp. 52-67.
55. ↑  El Albani et al., 2024, p. 3, fig. 2; p. 5, fig. 4.
56. ↑  Clarkson (1998), p. 356, fig. 11.4.
57. ↑  Clarkson (1998), pp. 354; 365.
58. ↑  Descritto in (EN) Rudkin D.M., Young G.A., Elias R.J. E Dobrzanski R.J., The world's biggest trilobite: Isotelus rex new species from the Upper Ordovician of northern Manitoba, Canada, in Palaeontology, vol. 70, n. 1, 2003,  pp. 99-112.
59. ↑  Moore, Treatise on Invertebrate Paleontology (ed. 1997), pp. 331-302.
60. ↑  Moore, Treatise on Invertebrate Paleontology (ed. 1997), pp. 331-404.
61. ↑  Moore, Treatise on Invertebrate Paleontology (ed. 1997), pp. 404-481.
62. ↑  Moore (1959), Treatise on Invertebrate Paleontology (ristampa 1993), p.O231-O415.
63. 1 2 3 4 5 6 7 8 9  Clarkson (1998), p. 382.
64. ↑  Moore (1959), Treatise on Invertebrate Paleontology (ristampa 1993), p.O217-O231.
65. 1 2  Moore (1959), Treatise on Invertebrate Paleontology (ristampa 1993), p.O495-O504.
66. ↑  (EN) M. C. Ebach e K. J. McNamara, A systematic revision of the family Harpetidae (Trilobita), in Records of the Western Australian Museum, vol. 21, 2002,  pp. 135-167.
67. ↑  Moore, Treatise on Invertebrate Paleontology (ed. 1997), p. 261.
68. ↑  Moore (1959), Treatise on Invertebrate Paleontology (ristampa 1993), p.O430-O495.
69. ↑  Moore, Treatise on Invertebrate Paleontology (ed. 1997), pp. 291-293.
70. ↑  Moore, Treatise on Invertebrate Paleontology (ed. 1997), p. 299.
71. ↑  (EN) R. A. Fortey, Trilobite Systematics: The Last 75 Years, in Journal of Paleontology, vol. 75, n. 6, 2001,  pp. 1141-1151, DOI:10.1017/S0022336000017194.
72. ↑  Moore, Treatise on Invertebrate Paleontology (ed. 1997), pp. 293-294; 302.
73. ↑  Cotton e Braddy (2004), pp. 170-173.
74. ↑  Stein et al. (2013), pp. 1-3.
75. ↑  Stein et al. (2013), pp. 30-31.
76. ↑  Stein et al. (2013), pp. 28-31.
77. ↑  Moore, Treatise on Invertebrate Paleontology (ed. 1997), p. 137.
78. ↑  Clarkson (1998), p. 377.
79. ↑  Moore, Treatise on Invertebrate Paleontology (ed. 1997), pp. 271-276.
80. ↑  Clarkson (1998), pp. 370-374.
81. ↑  Speyer (1988), pp. 135-136; fig. 11-12.
82. ↑  Moore, Treatise on Invertebrate Paleontology (ed. 1997), p.143; fig 127.
83. ↑  Moore, Treatise on Invertebrate Paleontology (ed. 1997), p.139-141; fig. 125.
84. ↑  Clarkson (1998), p. 376; fig. 11.17.
85. ↑  Clarkson (1998), pp. 362-363.
86. ↑   L'occhio moderno di un trilobite di 429 milioni di anni, su Le Scienze, 13 agosto 2020. URL consultato il 18 agosto 2020.
87. 1 2 3 4  Clarkson (1998), p. 372.
88. ↑  Moore, Treatise on Invertebrate Paleontology (ed. 1997), pp. 111-112; fig. 98-99.
89. ↑  Clarkson (1998), pp. 370-372; fig.11.15.
90. ↑  (EN) Jan Bergström, Organization, life, and systematics of trilobites (PDF), in Fossils and Strata, n. 2, 1973,  pp. 1-69.
91. ↑  Moore, Treatise on Invertebrate Paleontology (ed. 1997), pp. 139-140; fig. 125.
92. ↑  Moore, Treatise on Invertebrate Paleontology (ed. 1997), pp. 141-145; 150.
93. ↑  Moore, Treatise on Invertebrate Paleontology (ed. 1997), pp. 148-152.
94. ↑  Clarkson (1998), pp. 372-374, fig. 11.15.
95. ↑  Clarkson (1998), pp. 372.
96. ↑  Moore, Treatise on Invertebrate Paleontology (ed. 1997), p. 150.
97. ↑  Clarkson (1998), pp. 372-374.
98. ↑  Clarkson (1998), pp. 372-373; p. 371, fig. 11.15h.
99. ↑  Clarkson (1998), p. 373; p. 371, fig. 11.15k.
100. ↑  Clarkson (1998), pp. 373-374; p. 371, fig. 11.15a.
101. ↑  Clarkson (1998), pp. 374; fig. 11.15b.
102. ↑  Benton e Harper (2009), pp. 512-513; fig. 19.3.
103. ↑  Clarkson (1998), pp. 374.
104. ↑  Clarkson, pp. 363-365.
105. ↑  (EN) K. S. W. Campbell, The functional morphology of Cryptolithus, in Fossils and Strata, vol. 4, 1975,  pp. 65-86.
106. ↑  Clarkson (1998), pp. 363-365; fig. 11.9-11-10.
107. ↑  (EN) E. D. Vosatka, Observations on the swimming, righting, and burrowing movements of young horseshoe crabs, Limulus polyphemus, in The Ohio Journal Of Science, vol. 70, n. 5, 1970,  pp. 276-283.
108. ↑  Clarkson (1998), pp. 388-390; fig. 11.23d.
109. ↑  Clarkson (1998), pp. 376-377; fig. 11.17.
110. ↑  Clarkson (1998), p. 375.
111. ↑  Ad es. (DE) W. Hammann e I. Rabano, Morphologie und Lebensweise der Gattung Selenopeltis (Trilobita) und ihre Vorkommen im Ordovizium von Spanien, in Senckenbergiana Lethaea, vol. 68, 1987,  pp. 91-137.
112. ↑  Clarkson, pp. 376-377.
113. 1 2  Clarkson (1998), pp. 376-377.
114. ↑  (EN) R. A. Robison, Mode of life of agnostid trilobites, in International Geological Congress, 24th Session, Section 7, 1972,  pp. 33-40.
115. ↑  Moore, Treatise on Invertebrate Paleontology (ed. 1997), pp. 138-139.
116. ↑  Clarkson (1998), pp. 365-366; p. 353, fig. 11.2c,d.
117. ↑  Clarkson (1998), pp. 365-366.
118. ↑  (EN) H. B. Whittington, Articulation and exuviation in Cambrian trilobites, in Philosophical Transactions: Biological Sciences, vol. 329, n. 1252, 1990,  pp. 27-46, DOI:10.1098/rstb.1990.0147.
119. ↑  Jensen (1990), p. 29.
120. ↑  Jensen (1990), p. 40.
121. ↑  Jensen (1990), pp. 39-41; fig. 4-5.
122. ↑  Jensen (1990), p. 34, fig. 4; p. 40.
123. ↑  Jensen (1990), p. 35, fig. 5, modificata.
124. ↑  Fortey e Owens (1999), p. 430.
125. ↑  Treatise on Invertebrate Paleontology 1959, pp. 127-145, ridisegnato.
126. ↑  Knell e Fortey (2005), p. 197, fig. 1; pp. 198-199.
127. ↑  Zhang e Pratt (1994), pp. 637-639, fig. 1-2.
128. ↑  Hegna e Darroch (2017), 199-202, fig. 2.
129. ↑  Fortey e Hughes (1998), 638-639, fig. 1.
130. ↑  Clarkson (1998), pp. 377-380.
131. ↑  Clarkson (1998), pp. 377-379; fig. 11.19a1-3.
132. ↑  Clarkson (1998), pp. 378-379; fig. 11.19a4-5.
133. ↑  Clarkson (1998), pp. 377-379; fig. 11.19a6.
134. ↑  Clarkson (1998), p. 379.
135. ↑  Fortey e Morris (1978), pp. 826-832, fig. 1-2.
136. ↑  Benton e Harper (2009), p. 364; box e fig. 14.2.
137. ↑  Hollingsworth (2008), pp. 173-174.
138. ↑  Hollingsworth (2008), pp. 172-173.
139. 1 2  Holmes e Budd (2022), p. 2, fig. 1.
140. ↑  Clarkson (1998), p. 381-382, fig. 11.20.
141. ↑  Moore, Treatise on Invertebrate Paleontology (ed. 1997), pp. 270-276.
142. ↑  Clarkson (1998), pp. 386-387.
143. ↑  Holmes e Budd (2022), pp. 5-6.
144. ↑  Holmes e Budd (2022), pp. 1-2.
145. ↑  Moore, Treatise on Invertebrate Paleontology (ed. 1997), pp. 276-277; p. 280, fig. 208.
146. ↑  Moore, Treatise on Invertebrate Paleontology (ed. 1997), p.277.
147. ↑  Moore, Treatise on Invertebrate Paleontology (ed. 1997), pp. 277-278.
148. ↑  Moore, Treatise on Invertebrate Paleontology (ed. 1997), p. 209, 213.
149. ↑  Moore, Treatise on Invertebrate Paleontology (ed. 1997), p. 278; p. 281, fig. 209.
150. ↑  Moore, Treatise on Invertebrate Paleontology (ed. 1997), p. 209.
151. ↑  Moore, Treatise on Invertebrate Paleontology (ed. 1997), p. 279.
152. ↑  Moore, Treatise on Invertebrate Paleontology (ed. 1997), pp. 279-280; p. 283, fig. 211.
153. ↑  Moore, Treatise on Invertebrate Paleontology (ed. 1997), p. 284, fig. 212.
154. ↑  Moore, Treatise on Invertebrate Paleontology (ed. 1997), pp. 279-283.
155. ↑  Desio (1978), pp. 71-84; p. 108.
156. ↑  Desio (1978), pp. 84-90.
157. ↑  Desio (1978), p. 83.
158. ↑  Di Stefano e Gullo (1997), p. 196.